# História de Brasília

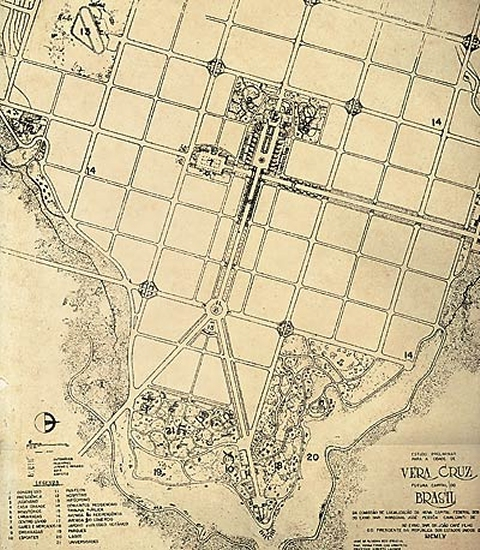
Um dos primeiros esboços para a planta urbana de Brasília, elaborado pela Comissão para Localização da Capital Federal em 1954, quando havia a proposta de chamá-la de Vera Cruz

A História de Brasília, a capital do Brasil, localizada no Distrito Federal, iniciou com as primeiras ideias de uma capital brasileira no centro do território nacional. A necessidade de interiorizar a capital do país parece ter sido sugerida pela primeira vez em meados do século XVIII, ou pelo Marquês de Pombal, ou pelo cartógrafo italiano a seu serviço Francesco Tosi Colombina. A ideia foi retomada pelos Inconfidentes, e foi reforçada logo após a chegada da corte portuguesa ao Rio de Janeiro em 1808, quando esta cidade era a capital do Brasil.
A primeira menção ao nome de Brasília para a futura cidade apareceu em um folheto anônimo publicado em 1822, e desde então sucessivos projetos apareceram propondo a interiorização. A primeira Constituição da República, de 1891, fixou legalmente a região onde deveria ser instalada a futura capital, mas foi somente em 1956, com a eleição de Juscelino Kubitschek, que teve início a efetiva construção da cidade, inaugurada ainda incompleta em 21 de abril de 1960 após um apertado cronograma de trabalho, seguindo um plano urbanístico de Lúcio Costa e uma orientação arquitetural de Oscar Niemeyer. Os edifícios mais complexos, como os palácios e a catedral, seguiram os projetos estruturais elaborados pelo engenheiro Joaquim Cardozo.
A partir desta data iniciou-se a transferência dos principais órgãos da administração federal para a nova capital, e na abertura da década de 1970 estava em pleno funcionamento. No desenrolar de sua curta história, Brasília, como capital nacional, testemunhou uma série de eventos importantes e foi palco de grandes manifestações populares. Planejada para receber 500 mil habitantes em 2000, segundo dados do IBGE ela nesta data possuía 2,05 milhões, sendo 1,96 milhões na área urbana e cerca de 90 mil na área rural. Este é apenas um dos paradoxos que colorem a história de Brasília. Concebida como um exemplo de ordem e eficiência urbana, como uma proposta de vida moderna e otimista, que deveria ser um modelo de convivência harmoniosa e integrada entre todas as classes, Brasília sofreu na prática importantes distorções e adaptações em sua proposta idealista primitiva, permitindo um crescimento desordenado e explosivo, segregando as classes baixas para a periferia e consagrando o Plano Piloto para o uso e habitação das elites, além de sua organização urbana não ter-se revelado tão convidativa para um convívio social espontâneo e familiar como imaginaram seus idealizadores, pelo menos para os primeiros de seus habitantes, que estavam habituados a tradições diferentes.
Controversa desde o início, custou aos cofres públicos uma fortuna, jamais calculada exatamente, o que esteve provavelmente entre as causas das crises financeiras nacionais dos anos seguintes à sua construção. O projeto foi combatido como uma insensatez por muitos, e por muitos aplaudido como uma resposta visionária e grandiosa ao desafio da modernização brasileira. A construção de Brasília teve um impacto importante na integração do Centro-Oeste à vida econômica e social do Brasil, mas enfrentou e, como todas as grandes cidades, ainda enfrenta atualmente sérios problemas de habitação, emprego, saneamento, segurança e outros mais. Por outro lado, a despeito das polêmicas em seu redor, consolidou definitivamente sua função como capital e tornou-se o centro verdadeiro da vida na nação, e tornou-se também um ícone internacional a partir de sua consagração como Patrimônio da Humanidade em 1987, sendo reconhecida por muitos autores como um dos mais importantes projetos urbanístico-arquitetônicos da história.

## Idealização
A partir de um relato verbal de Capistrano de Abreu a respeito de escritos e mapas adquiridos pela Biblioteca Nacional e pelo Arquivo Público Mineiro no leilão da biblioteca do Conde de Linhares, parece que a originalidade da ideia da interiorização da capital se deve a Francesco Tosi Colombina, cartógrafo italiano a serviço da Coroa portuguesa, que visitou Goiás em 1749 e elaborou um mapa do Brasil, quando se realizavam as negociações para o Tratado de Madri de 1750. Mas há indícios de que o Marquês de Pombal tenha sido o mentor da ideia, tendo Colombina realizado a expedição a seu mando. O marquês também foi o responsável pela transferência em 1763 da primeira capital do Brasil, até então Salvador, para o Rio de Janeiro. Documentadamente, porém, a primeira sugestão de se mudar a capital para o interior partiu dos Inconfidentes mineiros, que pretendiam levá-la para São João del-Rei, "por ser mais bem situada e farta em mantimentos", e associavam a mudança à implantação do regime republicano.
Anos depois, assim que a corte portuguesa se estabeleceu no Brasil, em 1808, o almirante britânico Sidney Smith recomendou ao príncipe regente Dom João a transferência da sede de governo para o interior, alegando motivos estratégicos. Na mesma época seu conterrâneo, o diplomata Strangford, sugeriu que se mudasse a capital para o sul, para localizá-la em uma região de clima mais ameno e mais salubre. Em 1809 a Imprensa Régia fez circular um documento alegadamente de William Pitt, primeiro-ministro do Reino Unido, onde ele recomendava a construção de uma Nova Lisboa no Brasil central, sob argumentos semelhantes. Entretanto, muitos pesquisadores consideram o documento apócrifo. No ano seguinte o desembargador Antônio Rodrigues Veloso de Oliveira apresentou um memorial ao príncipe aconselhando a mudança, e como ele, a partir de 1813 Hipólito José da Costa, em repetidos artigos de seu Correio Braziliense, reivindicou a interiorização da capital do Brasil, a ser instalada no Planalto Central.
Em 1821 José Bonifácio de Andrada e Silva preparou uma minuta de reivindicações da bancada brasileira junto à Corte Constituinte em Lisboa, onde fazia constar a necessidade da construção de uma capital no centro do país. Seguindo a orientação de José Bonifácio, os deputados constituintes brasileiros conseguiram incluir a construção no Parecer da Comissão Encarregada da Redação dos Artigos Adicionais à Constituição Portuguesa Referentes ao Brasil, de 1822. No mesmo ano um dos deputados publicou anonimamente um folheto onde sugeria como nome dessa futura capital "Brasília, ou qualquer outro", e no Manifesto do Fico, cuja redação é atribuída a José Clemente Pereira, parece implícito o compromisso da interiorização. Após a Independência do Brasil, na sessão de 7 de junho de 1823 da Assembleia Constituinte, foi lido um memorando de José Bonifácio propondo a instalação da capital na recém-criada comarca de Paracatu, com o nome de "Brasília ou Petrópole".
Por volta de 1839 o tema foi retomado em tom de campanha pelo historiador Francisco Adolfo de Varnhagen, imaginando a princípio que a localização ideal seria em São João del-Rei. Depois mudou de ideia, preferindo o Planalto Central, e em 1877 empreendeu uma viagem a Goiás para inspecionar a área, elegendo a Vila Formosa da Imperatriz, a atual Formosa, como sede da futura capital. Mesmo com o apoio de outros o projeto não vingou, nem mesmo com a influência de um sonho profético que tivera Dom Bosco em 1883, a mais conhecida das diversas profecias e premonições relativas a Brasília, localizando no Planalto Central uma futura Terra Prometida onde correriam rios de leite e mel. Segundo Holston e Magnoli, esse folclore refletia um princípio que apresentava Brasília como o prenúncio de um desenvolvimento invertido, onde primeiro se fundaria uma capital para que ela depois irradiasse sua soberania civilizadora sobre todo o território. Sua distância dos primeiros centros da colonização, numa área ainda a ser desbravada, era desejável por representar um local isento de passado ou história, imune à contaminação da herança portuguesa da qual os brasileiros procuravam se libertar, a fim de se criar um novo sentido de identidade nacional.

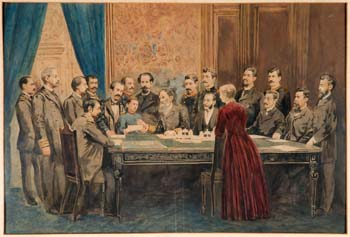
Gustave Hastoy: Assinatura do projeto da Constituição de 1891, c. 1891. Fundação Casa de Rui Barbosa, Rio de Janeiro

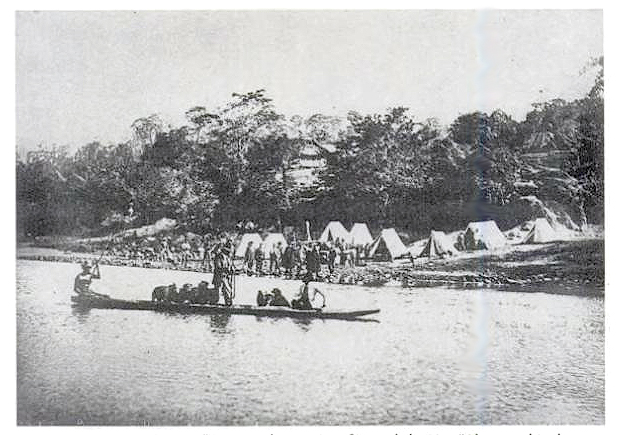
Henrique Morize: Acampamento da Comissão Exploradora às margens do rio Paranaíba, 1894.

Com o advento da República a velha questão voltou à tona, e neste momento ela já estava tão arraigada no espírito nacional que quando a Assembleia Constituinte se reuniu, de forma praticamente consensual e sem maiores discussões, foi fixado no texto da Constituição de 1891, artigo 3º, o imperativo da criação de uma nova capital no centro do país: "Fica pertencendo à União, no planalto central da República, uma zona de 14 400 quilômetros quadrados, que será oportunamente demarcada para nela estabelecer-se a futura Capital federal" Floriano Peixoto, o segundo Presidente da República, deu objetividade ao texto, constituindo em 1892 a Comissão Exploradora do Planalto Central do Brasil, sob a chefia de Luís Cruls, então diretor do Observatório Astronômico do Rio de Janeiro. Após pesquisa de campo a comissão apresentou dois relatórios delimitando, na mesma zona indicada por Varnhagen, uma área retangular de 90 x 160 km que ficou conhecida como Retângulo Cruls. Os relatórios eram documentos científicos substanciosos, com extenso detalhamento das condições geográficas, morfológicas, climáticas e topográficas do sítio escolhido. O Retângulo Cruls imediatamente passou a figurar em todos os mapas brasileiros doravante publicados na República Velha.
Ficava consagrada a ideia de transferência da sede do poder político sobre argumentos de defesa estratégica, coesão territorial e criação de uma cultura autenticamente nacional. Para Andermann, a delimitação de um espaço físico definido representava a visualização do interior, colocando-o sob o foco do interesse nacional, quando até então os sertões eram territórios desconhecidos e desprezados pela vasta maioria da população, tornando uma coordenada cartográfica abstrata numa paisagem investida de valor afetivo e simbólico, apta para receber a civilização e dali irradiá-la. Ao mesmo tempo se materializava o mito fundador da República como um momento de verdadeira emancipação, retificando as visões equivocadas do território e dando corpo às reivindicações de geógrafos, higienistas e sertanistas da República Velha de terem conseguido eliminar os defeitos da submissão colonial e dado nascimento a um país de fato independente, função que eles acreditavam que o Império não havia sido capaz de prover. Entretanto, ambos os relatórios não foram concluídos, sendo encerrados os estudos na presidência de Prudente de Morais, em vista de um movimento que se ergueu entre os parlamentares contra a transferência da capital, enquanto outros propunham localizações diferentes. Com o saneamento e reformas urbanas do Rio de Janeiro, a capital efetiva, promovidos pelo presidente Rodrigues Alves, pareceram minimizados alguns dos motivos para a mudança, e o assunto perdeu vigor. Foram apresentadas moções para a reabertura do debate por vários deputados entre 1903 e 1919, mas não encontraram receptividade.
Sob Epitácio Pessoa, contudo, a ideia ressurgiu, e por recomendação de dois deputados ele mandou lançar uma pedra fundamental no Retângulo Cruls. O governo seguinte, de Artur Bernardes, levou adiante o projeto, considerando o Rio de Janeiro uma cidade agitada demais, e cuja influência política se refletia sobre a governança federal em demérito das outras regiões brasileiras. O afastamento do governo para o centro do território, então, seria tanto salutar como uma necessidade urgente. Em 1933 a Grande Comissão Nacional de Redivisão Territorial e Localização da Capital, presidida por Teixeira de Freitas, recomendou a ratificação do disposto na Constituição de 1891, com a consequência de na Constituição de 1934 a transferência ser outra vez determinada oficialmente. Contudo, Getúlio Vargas não fez qualquer movimento para implementação das leis, e a Constituição do Estado Novo, outorgada em 1937, silenciou sobre o tema.
Ao final do Estado Novo a eclosão de inúmeras greves de trabalhadores, entre outras forças em movimento que foram vistas como ameaças à ordem pública e por isso prejudiciais a um governo tranquilo, acabaram por induzir os parlamentares à ideia de que a grande metrópole do Rio de Janeiro não mais servia como sede do poder federal, e retomou-se o projeto de mudança em meio a um grande debate que opunha aqueles que viam o projeto como um dispêndio desnecessário de recursos contra os que entendiam a mudança necessária como parte de uma nova geopolítica. A opinião favorável à mudança ganhou facilmente a disputa e formou-se um novo consenso, refletido na Constituição de 1946. Seu artigo 4º das Disposições Transitórias, rezando que "A Capital da União será transferida para o planalto central do Pais", e o seu primeiro parágrafo, obrigando a formação de uma comissão no prazo de sessenta dias para levar adiante os trabalhos técnicos, impuseram ao presidente Gaspar Dutra a criação de um grupo para definir a localização da cidade. Liderada pelo general Djalma Poli Coelho, esta nova comissão entregou um relatório em 1948, examinado pelo Congresso no ano seguinte. Mas o parecer do relator, o deputado Eunápio de Queirós, indicou um local fora do Planalto Central. Nova comissão foi formada em 1953 por ordem de Getúlio Vargas, e, contando com o auxílio da empresa de levantamento aéreo Donald Belcher & Associates Inc., dos Estados Unidos, foi elaborado um documento técnico indicando cinco pontos favoráveis dentro do Retângulo Cruls. No ano seguinte, já no governo de Café Filho, a comissão escolheu o Sítio Castanho como o local definitivo, delimitando uma área de 5850 km² entre os rios Preto e Descoberto e os paralelos 15º30'S e 16º03'S. O marechal José Pessoa, chefe da comissão, sugeriu então, como nome da cidade, Vera Cruz. No final de 1955 começaram as desapropriações necessárias para a ocupação da área.

## A construção de Brasília
| “ | No princípio era o ermo... Eram antigas solidões sem mágoa, O altiplano, o infinito descampado... No princípio era o agreste: O céu azul, a terra vermelho-pungente E o verde triste do cerrado. Sinfonia da Alvorada, Vinícius de Morais | ” |

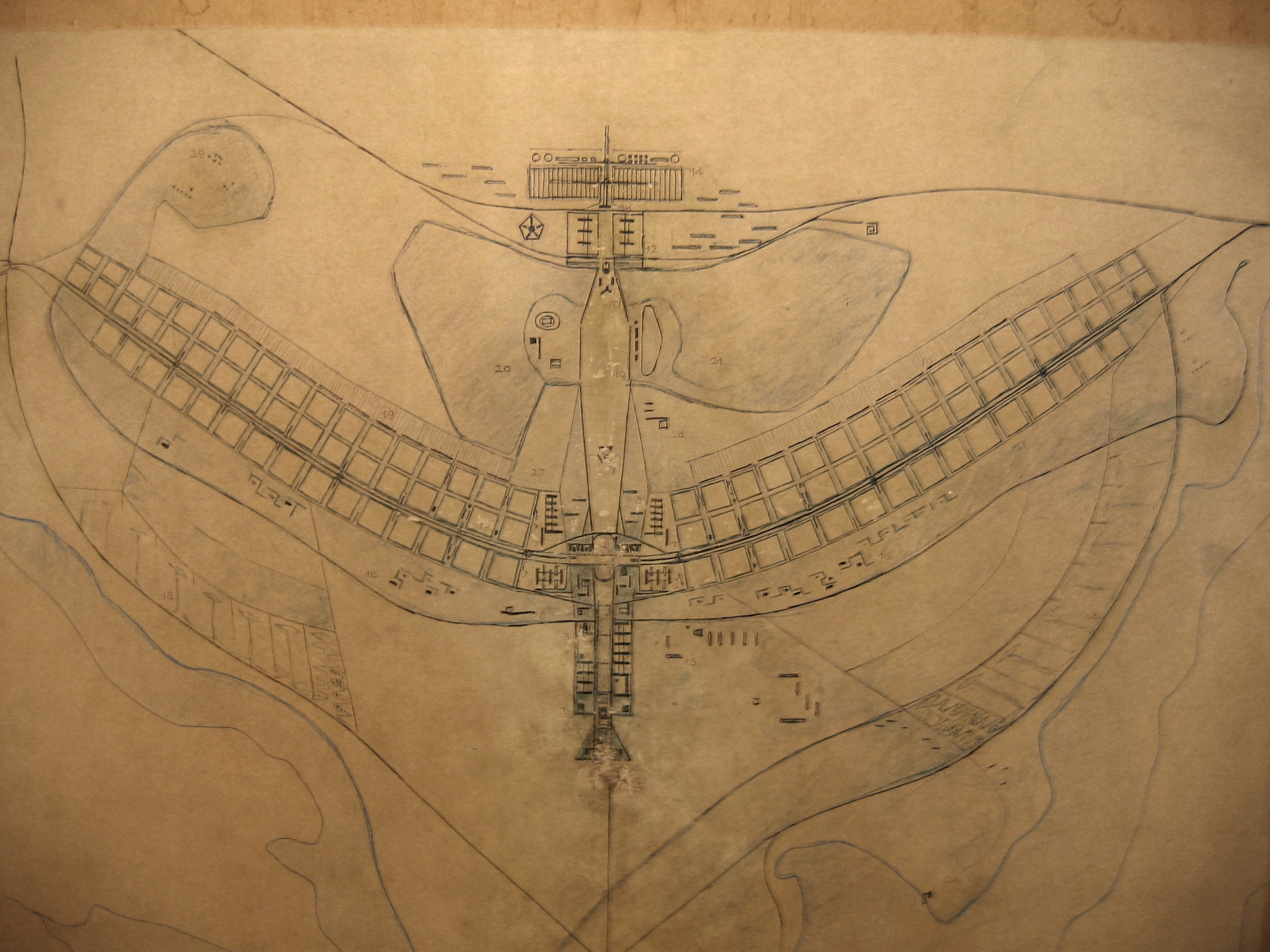
Lúcio Costa: Esboço do Plano Piloto.

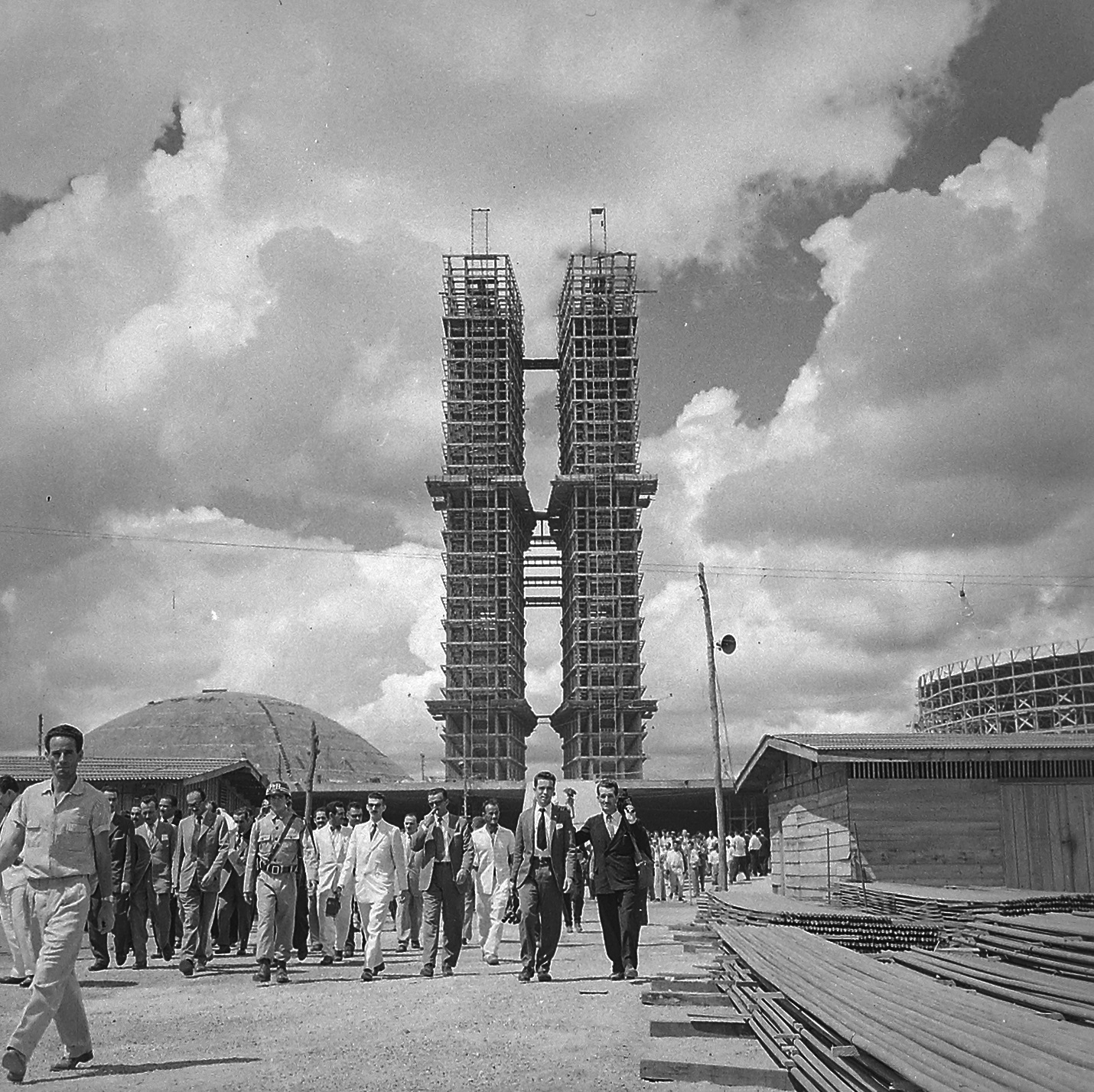
Construção do edifício-sede do Congresso Nacional do Brasil em 1959

A efetivação do projeto de mudança aconteceu na presidência de Juscelino Kubitschek, que assumiu o governo em 1956, mas desde a campanha eleitoral no ano anterior ele já firmara sua disposição de cumprir o que determinava a lei constitucional, no célebre comício na cidade goiana de Jataí, a 5 de abril de 1955, tendo sido este o ponto de partida. Em 15 de março de 1956 o presidente criou a Companhia Urbanizadora da Nova Capital (Novacap). O engenheiro Israel Pinheiro foi indicado como presidente da companhia, o arquiteto Oscar Niemeyer como diretor técnico, e imediatamente Niemeyer começou a elaborar projetos para os primeiros edifícios, como o Catetinho, o Palácio da Alvorada e o Brasília Palace Hotel. Ele também foi o organizador de um concurso para a criação do projeto urbanístico do núcleo da cidade, o chamado Plano Piloto. A Novacap foi regulamentada em lei de 19 de setembro, onde também se definiu o nome da cidade como Brasília. Em 2 de outubro Juscelino visitou a região, quando fez a seguinte proclamação: "Deste planalto central, desta solidão que em breve se transformará em cérebro das altas decisões nacionais, lanço os olhos mais uma vez sobre o amanhã do meu país e antevejo esta alvorada com fé inquebrantável e uma confiança sem limites no seu grande destino". Logo em seguida já se iniciavam as obras de terraplenagem.
Em 12 de março de 1957 iniciou-se a seleção dos projetos no Ministério da Educação, no Rio. No dia 16 foi apresentado oficialmente como vencedor o plano de Lúcio Costa, em votação unânime. O júri do concurso foi composto por Israel Pinheiro, presidente, sem direito a voto; Oscar Niemeyer, pela Novacap; Luiz Hildebrando Horta Barbosa, pelo Clube de Engenharia; Paulo Antunes Ribeiro, pelo Instituto de Arquitetos do Brasil; William Holford, da Universidade de Londres; André Sive, professor de urbanismo em Paris e conselheiro do Ministério de Reconstrução da França, e Stamo Papadaki, da Universidade de Nova Iorque. Contudo, desde logo o concurso foi criticado. O presidente do IAB, Paulo Ribeiro, alegando ter sido colocado à parte da escolha, não assinou o relatório final, e retirou-se, dando um voto em separado. Marcos Konder, convidado por Niemeyer, se recusou a participar, considerando os prazos curtos demais e o edital com uma regulamentação irregular. Alguns participantes também manifestaram seu desagrado.
O plano urbanístico de Brasília, diferentemente de outros criados para cidades já existentes, foi um todo integralmente planejado desde o início. O Relatório do Plano Piloto de Brasília de Costa já explicitava as intenções ao dizer que
"Brasília deve ser concebida não como um simples organismo capaz de preencher satisfatoriamente, sem esforço, as funções vitais próprias de uma cidade moderna qualquer, não apenas como urbs, mas como civitas, possuidora dos atributos inerentes a uma Capital. E, para tanto, a condição primeira é achar-se o urbanista imbuído de uma certa dignidade e nobreza de intenção, porquanto dessa atitude fundamental decorrem a ordenação e o senso de convivência e medida capazes de conferir ao conjunto projetado o desejado caráter monumental. Monumental não no sentido de ostentação, mas no sentido da expressão palpável, por assim dizer, consciente, daquilo que vale e significa... Nasceu do gesto primário de quem assinala um lugar ou dele toma posse: dois eixos cruzando-se em ângulo reto, ou seja, o próprio sinal da cruz".

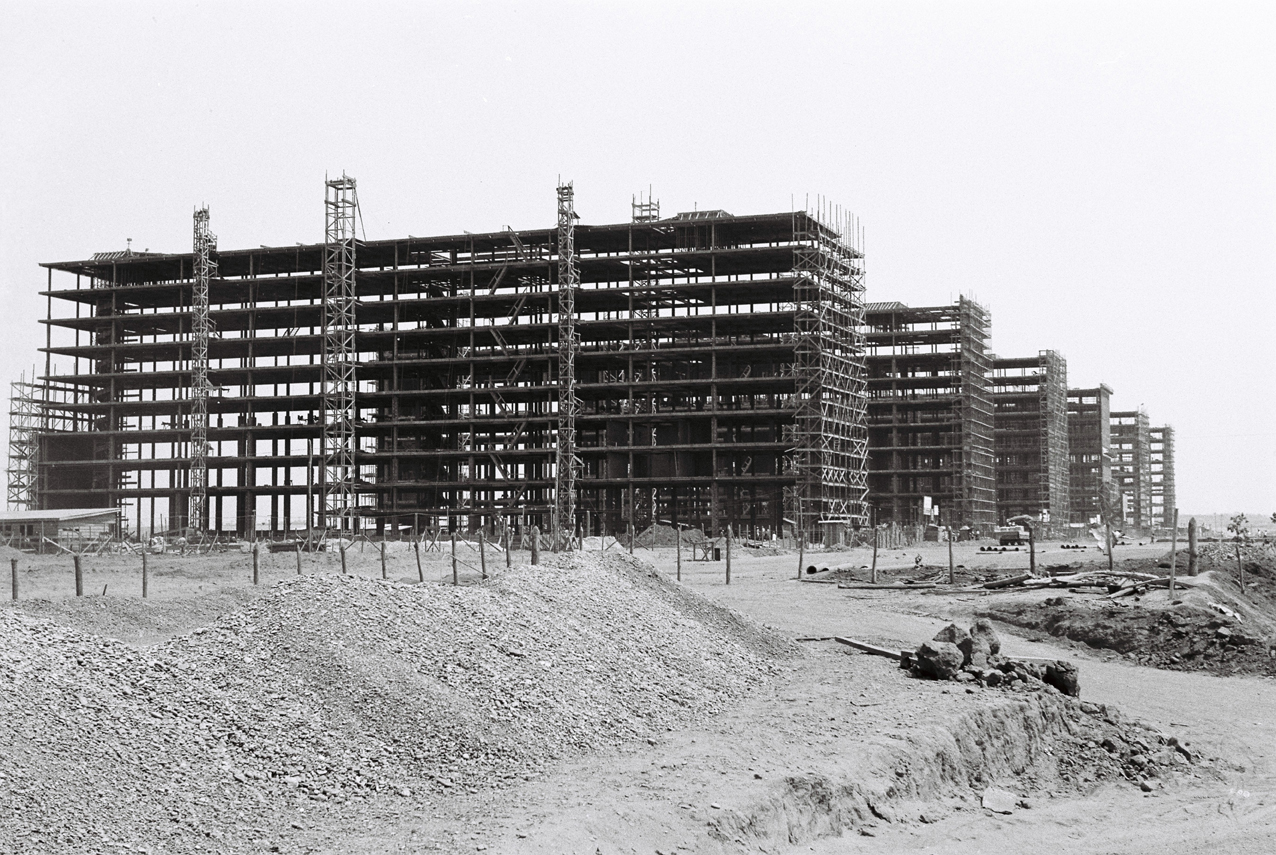
A construção de Brasília. Na imagem os prédios dos ministérios, 1959. Fonte: Arquivo Público do Distrito Federal

Estruturando o desenho urbano em torno de dois eixos monumentais dispostos em cruz, nas palavras de Lúcio Costa seu projeto foi "um ato deliberado de posse, um gesto de sentido desbravador". Definiu áreas específicas para cada tipo de uso: residencial, administrativo, comercial, industrial, recreativo, cultural, e assim por diante. Para minimizar problemas de circulação, eliminou cruzamentos através da intersecção de avenidas em passagens de nível. Na extremidade do eixo longitudinal, destacava-se a Praça dos Três Poderes. As primeiras ideias de Costa desenharam o Plano Piloto em forma de uma cruz ortogonal, mas a topografia do terreno e necessidades de circulação impuseram uma adaptação, de modo que o eixo transversal foi curvado, resultando uma forma semelhante à de um avião.
A arquitetura da nova capital foi confiada a Niemeyer. Um dos mais originais e brilhantes discípulos da estética modernista de Le Corbusier, Niemeyer buscou a criação de formas claras, leves, simples, livres, nobres e belas, sem considerar apenas seu aspecto funcional. Como disse, ao se referir aos palácios e edifícios oficiais,
"Preocupava-me, fundamentalmente, que esses prédios constituíssem qualquer coisa de novo e diferente, fora da rotina ... de modo a proporcionar aos futuros visitantes da Nova Capital uma sensação de surpresa e emoção que a engrandecesse e caracterizasse. Com relação aos outros prédios - prédios urbanos - desejava estabelecer uma disciplina que preservasse a unidade dos conjuntos, fixando, para os mesmos, normas e princípios com o objetivo de evitar, entre outros inconvenientes, as tendências formalistas... Com essa intenção organizamos, mais tarde, um serviço especial de aprovação de plantas onde, intransigentemente, mantivemos esse critério..."

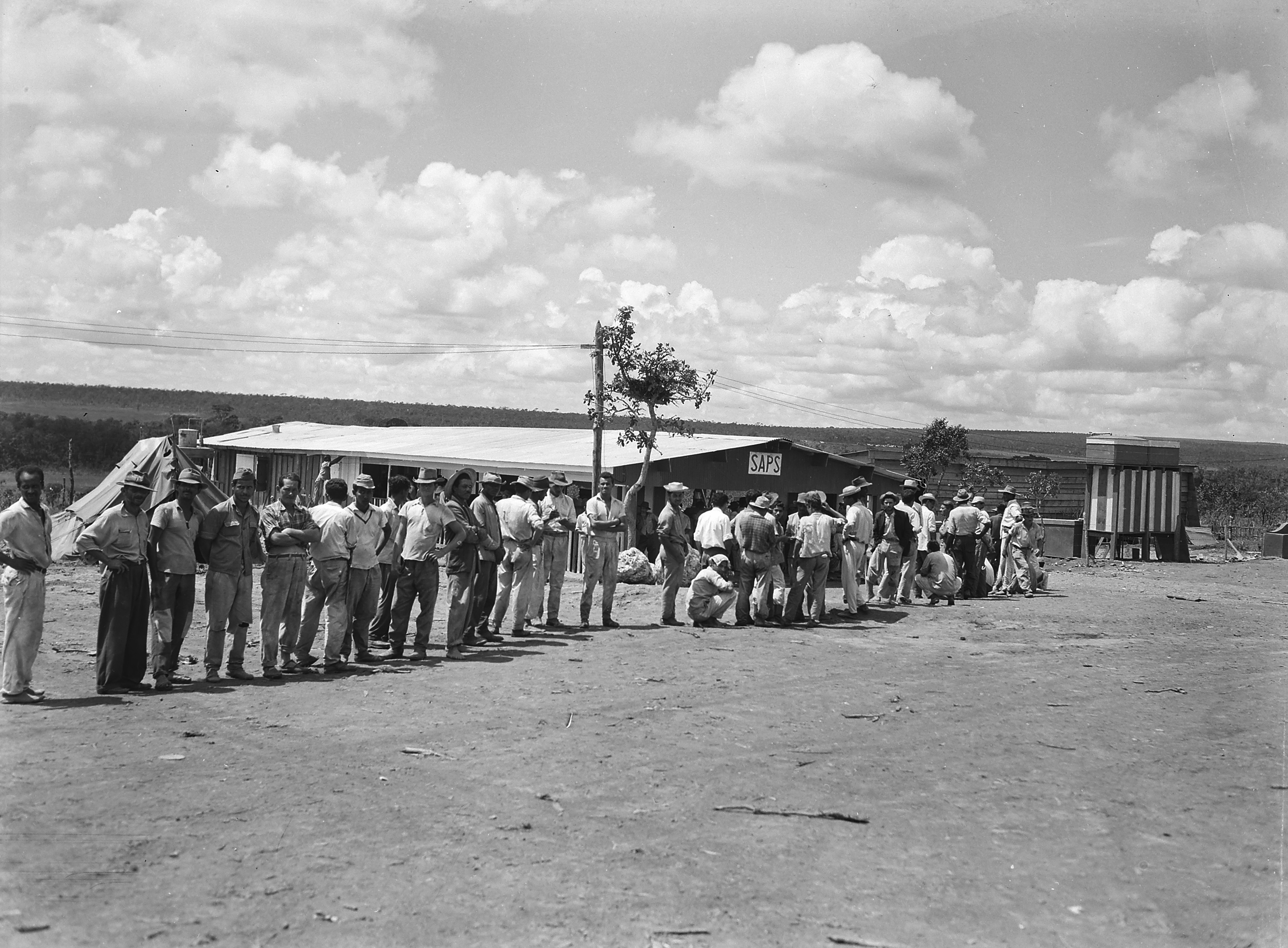
Candangos, os construtores de Brasília (Arquivo Nacional 1959).

Foram construídos milhares de quilômetros de rodovias e ferrovias para garantir o deslocamento de pessoas e materiais, e foram usados os mais modernos recursos técnicos de construção, mas a exiguidade dos prazos, impondo a conclusão das obras em 21 de abril de 1960, tornou febril o ritmo de construção da cidade. Multidões de operários de vários pontos do Brasil, os candangos, especialmente nordestinos, foram atraídos para lá, trabalhando num cronograma diuturno, sem interrupção. Não existiam materiais no local salvo a pedra, tijolos e areia. Tudo o mais tinha de vir de longe, incluindo máquinas pesadas, e boa parte do transporte era via aérea, o que elevava enormemente os custos. Apesar da abertura de vias de transporte, o principal ponto de transbordo de carga era Anápolis, a 139 km da capital, e o asfalto só chegou em Brasília em 1960, na fase final da construção. O discurso de Juscelino ao longo de todo o processo construtivo foi enfaticamente progressista e entusiasta, até visionário. Via a construção como um passo decisivo da nação em direção à sua independência e unidade política, e sua plena afirmação como povo, atribuindo a este a missão grandiosa de civilizar e povoar as terras que havia conquistado e representar, na comunidade internacional, um dos mais ricos territórios do mundo. O ritmo acelerado das obras revelava um novo padrão de ação social, acreditando-se que é possível mudar a história por meio de uma intervenção premeditada, abreviando o curso da evolução social queimando-se etapas intermediárias.
Juscelino iniciara seu governo quando ocorria uma verdadeira explosão econômica, com taxas impressionantes de crescimento: 80% ao ano na produção industrial, com casos de 600% em alguns setores como o elétrico e equipamentos de transporte, 7% ao ano no PNB, maciça entrada de capital estrangeiro, expansão generalizada no consumo, forte tendência à formação de monopólios e ênfase nos valores do capitalismo. Entretanto, verificou-se paralelamente o crescimento da inflação pela grande emissão de moeda e maior concentração de renda, repercutindo em defasagem salarial e exploração da força de trabalho. Juscelino procurou consolidar esse ritmo em um Plano de Metas, com o objetivo de fazer em cinco anos o que deveria ser feito em cinquenta, na chamada política desenvolvimentista, consagrando uma ideia de progresso e "ordem pública" dentro de uma estrutura de poder centralizada e interventora, e vendo na industrialização a panaceia contra todos os males brasileiros. Os resultados econômicos foram tão marcantes que o discurso desenvolvimentista foi capaz de atrair numa espécie de consenso nacional a maioria dos segmentos influentes da sociedade brasileira, incluindo facções diametralmente opostas como os militares e os comunistas. A construção de Brasília se inseriu nesse Plano de Metas, como parte importante do processo de integração nacional e da ocupação do território numa nova distribuição de funções a cada região.

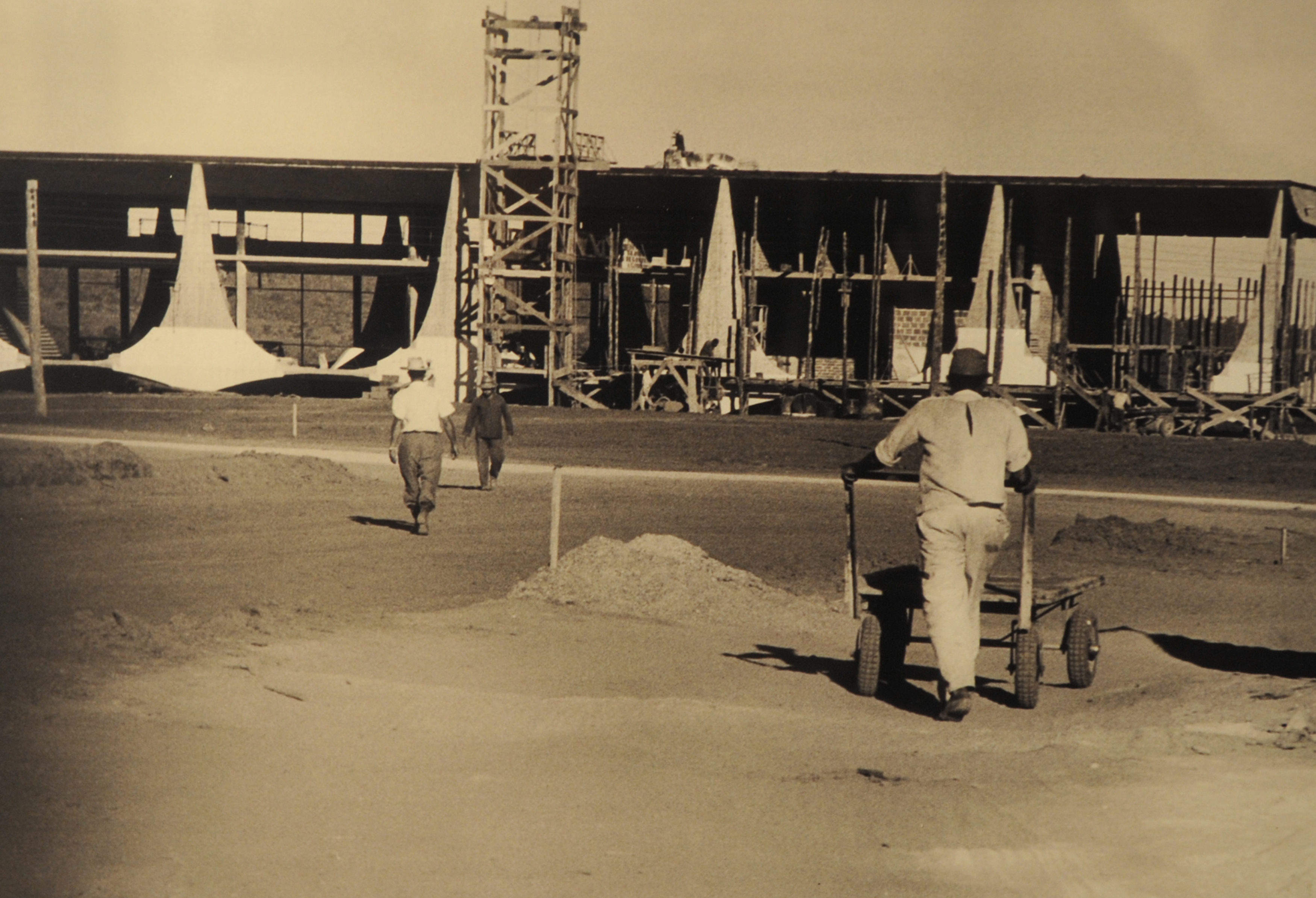
O Palácio da Alvorada durante a sua construção.

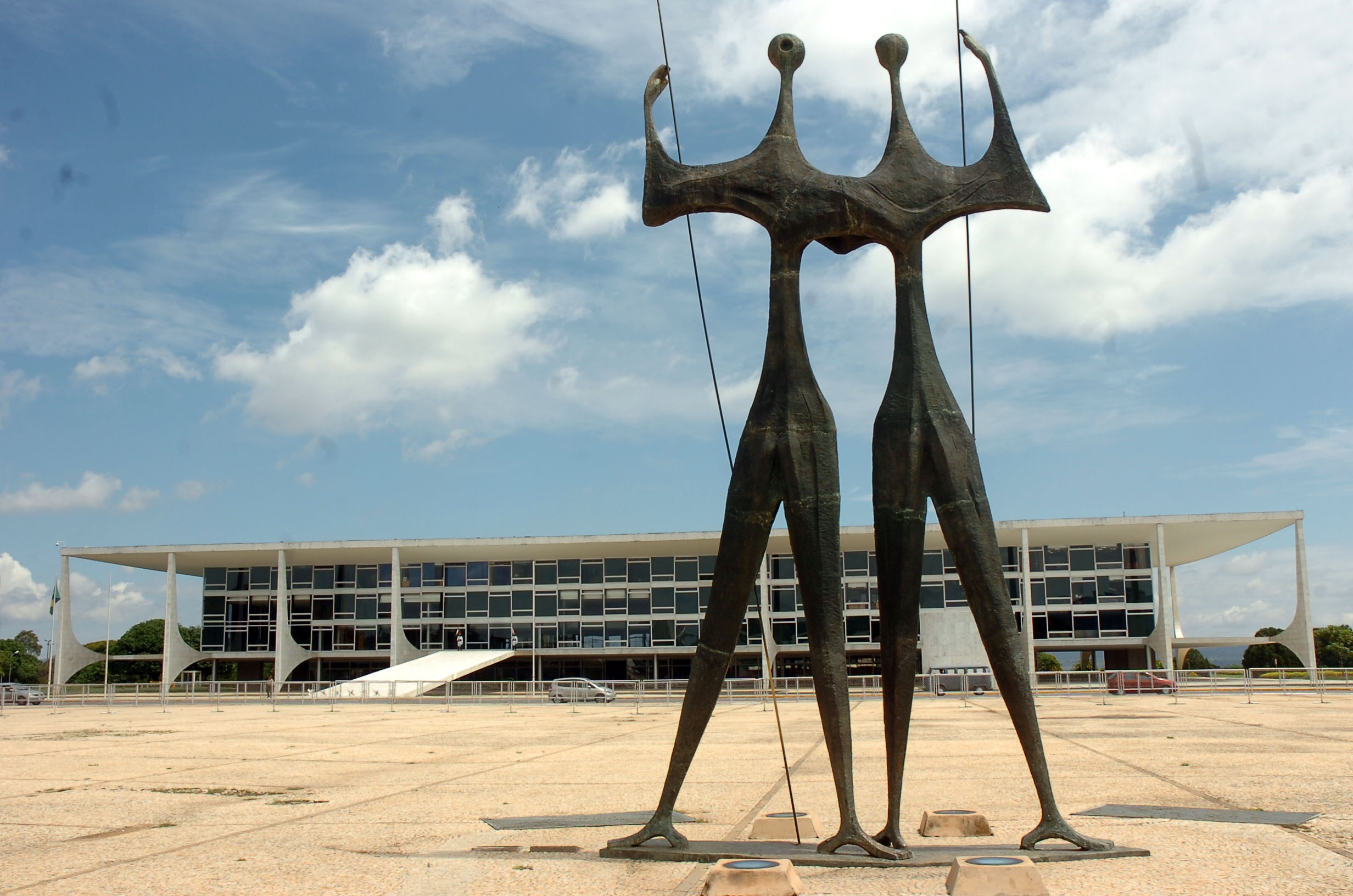
Bruno Giorgi: Os candangos, monumento na Praça dos Três Poderes que homenageia os operários construtores de Brasília, diante do Palácio do Planalto.

Boa parte da força e atenção do país giravam em torno de Brasília, que rapidamente ganhava seus contornos. A quantidade de operários afluindo às obras fez nascer vários povoados em torno do Plano Piloto, mas a concentração principal era na Cidade Livre, depois chamada Núcleo Bandeirante. Consistindo de um grande conjunto de casas muito simples de madeira, erguidas pelas empreiteiras para acolher os trabalhadores migrantes, deveria ser desmantelada ao final da construção da capital, o que acabou não acontecendo. Chegou a ter cinco mil moradias e cerca de trinta mil habitantes, com um comércio mais ativo que Goiânia na mesma época. Não eram necessários projetos para as casas e a aglomeração era favorecida com a isenção de impostos, mas não se davam títulos de propriedade. Logo o Núcleo Bandeirante ficou marcado como um centro de marginais, com brigas de rua frequentes. Para o abastecimento dessa população foram especialmente criadas uma cooperativa agrícola, um matadouro, um mercado livre e uma granja. O Plano Piloto previa a criação de cidades-satélites para a acomodação da população excedente, considerando que Brasília propriamente dita foi planejada para receber somente 500 mil pessoas até o ano de 2000, mas vários acampamentos irregulares no entorno se tornaram cidades permanentes, como Brazlândia, Candangolândia, Paranoá e Planaltina.
A população total na área do Distrito Federal em julho de 1957 era de 12.283 pessoas, passando para 64.314 em julho de 1959. Neste ano a média de idade era de 22,2 anos, e mais de 19 mil estavam diretamente ligadas à indústria da construção, com a grande maioria das outras envolvidas indiretamente. Apenas 37% dos domicílios tinham luz elétrica, 22% com água encanada e apenas um em dezesseis domicílios possuía geladeira. As condições gerais eram muito precárias, as empreiteiras muitas vezes forneciam rações de má qualidade, e foi registrado um alto índice de acidentes de trabalho. Os salários eram baixos, o pagamento de horas-extras era irregular e a inflação acelerada corroía as pequenas poupanças, além de haver o problema de frequentes abusos da polícia sobre os trabalhadores em nome da manutenção da ordem e para a repressão de protestos. No carnaval de 1959 dezenas de operários foram metralhados, e a administração de justiça era ineficaz. Por tantos problemas e violência, crônicas em jornais a comparavam a uma cidade do Velho Oeste norte-americano, mas o discurso oficial era bem outro, falando dos candangos como "autênticos heróis, logo conquistados por esse espírito de luta e de solidariedade... O entusiasmo a todos empolgava, sentiam que colaboravam em uma obra grandiosa e podiam, assim, enfrentar as dificuldades materiais e humanas e a campanha desatinada dos inconformados. Desse devotamento ao trabalho e desse entusiasmo resultaria um clima de união e amizade logo estabelecido... Ao amanhecer os passarinhos enchiam o ar com seus cantos, chamando ao trabalho...". Um jornalista descreveu a disparidade de tratamento entre os candangos e os outros funcionários dizendo que no Natal de 1958, "poucos (foram) os que ficaram em Brasília, além dos candangos, milhares, sem condições de viagem, como o pássaro implume, sem condições de voo. Aos funcionários mais categorizados as firmas construtoras e a Novacap facilitaram tudo: ônibus, caminhões e aviões especiais..."
Ao longo de todo o governo de Juscelino várias críticas foram levantadas contra o projeto, algumas muito duras, especialmente as de Carlos Lacerda, Eugênio Gudin, Gilberto Freire e Gustavo Corção, atacando desde o planejamento e ideologia à estética, e os trabalhos só puderam continuar devido à inabalável firmeza e otimismo do presidente. O custo da obra monumental nunca foi determinado, e de acordo com Couto a empreitada foi um grande improviso. Não havia licitações sistematizadas, nem bancos para pagamento dos operários, que recebiam em dinheiro vivo diretamente da Novacap; não houve um planejamento financeiro nem mesmo em estudos preliminares, nem qualquer avaliação de viabilidade, que, dentro do cronograma exigido, dificilmente seriam aprovados numa estrutura administrativa convencional. Tampouco se fez um controle de custos eficiente. Muito material foi transportado via aérea, carregamentos rodoviários eram pagos duas, três vezes, blocos inteiros de edifícios não saíam do papel mas eram pagos, e se verificaram vários outros tipos de distorções. A construção sequer estava originalmente integrada ao Plano de Metas de Juscelino, e só foi incluída de última hora. Segundo algumas análises, o esforço custou ao país a desestruturação econômica, criando um vazio nas contas públicas, tornando crônica a inflação e dificultando a governabilidade, sendo uma das causas das crises econômicas nacionais das décadas seguintes. Segundo Roberto Campos, Juscelino tinha um enorme carisma pessoal, mas o seu desenvolvimentismo resultou na bancarrota do Brasil, deixando-o insolvente à sua saída do governo. Celso Furtado, que acompanhou a construção, disse que foram desviados muitos recursos de outras obras necessárias em outras partes do país, sem que jamais tenha havido qualquer debate ou prestação de contas.
A despeito de toda a polêmica, hoje o projeto brasiliense é reconhecido como uma das grandes obras de arquitetura e urbanismo do século XX, o mais completo exemplo das doutrinas do Modernismo arquitetural e um avanço em relação às teorias de Le Corbusier quanto à cidade ideal, tendo sido declarada Patrimônio Mundial pela UNESCO em 1987. André Malraux, visitando-a em 1959, disse que "esta Brasília sobre o seu gigantesco planalto, é de certo modo a Acrópole sobre o seu rochedo".

## Inauguração e primeiros anos
| “ | Viramos no dia de hoje uma página da história do Brasil... Damos por cumprido o nosso dever mais ousado, o mais dramático dever. Neste dia... consagrado ao alferes Joaquim José da Silva Xavier, o Tiradentes, no 138º ano da Independência e 71º da República, declaro, sob a proteção de Deus, inaugurada a Cidade de Brasília, Capital dos Estados Unidos do Brasil. Juscelino Kubitschek | ” |

Inauguração de Brasília, 20 de abril de 1960. Arquivo Nacional

Na tarde de 20 de abril de 1960 iniciaram as cerimônias de inauguração com a entrega da chave da cidade para o presidente. À zero hora do dia 21 de abril de 1960, durante uma missa solene, Brasília foi declarada inaugurada em um clima de emoção e euforia, e o presidente e vários entre o público foram às lágrimas. Pelas ruas os candangos expressavam sua alegria. Às 8h da manhã foi dado o Toque de Alvorada pela banda dos Fuzileiros Navais e minutos depois Juscelino hasteou a bandeira nacional diante do Palácio do Planalto. Em seguida Brasília iniciou suas atividades como capital, quando o presidente recebeu os cumprimentos das delegações diplomáticas. Às 9h30min foram instalados os Três Poderes, às 10h15 min, na Catedral de Brasília ainda inacabada, o Núncio Apostólico instalou a Arquidiocese de Brasília, e às 11h30min foi realizada a primeira sessão solene do Congresso Nacional. Ao fim da sessão Juscelino foi carregado nos ombros pelos parlamentares como um herói. À tarde a população se reuniu no Eixo Rodoviário Sul para assistir a um grande desfile militar, com a passagem do Fogo Simbólico da Unidade Nacional. As comemorações se repetiram e só encerraram oficialmente na noite de 23 de abril, com a representação de uma alegoria escrita por Josué Montello, que foi encenada com a participação de militares em parada, jovens da sociedade carioca, tratores e um helicóptero descendo do céu, além de inúmeros figurantes portando ferramentas de trabalho, personificando os candangos. A tônica da peça, que narrava a fundação das três capitais brasileiras, foi o contraste entre o abandono do velho e a adesão decidida ao novo, resgatando figuras históricas e apontando para um futuro brilhante, contra um cenário colorido por fogos de artifício e diante do aplauso frenético da população.
| 'Discurso de Juscelino Kubitschek saudando os brasileiros após a instalação do governo federal em Brasília, em 25 de abril de 1960 |  |
| |  |
| |  |

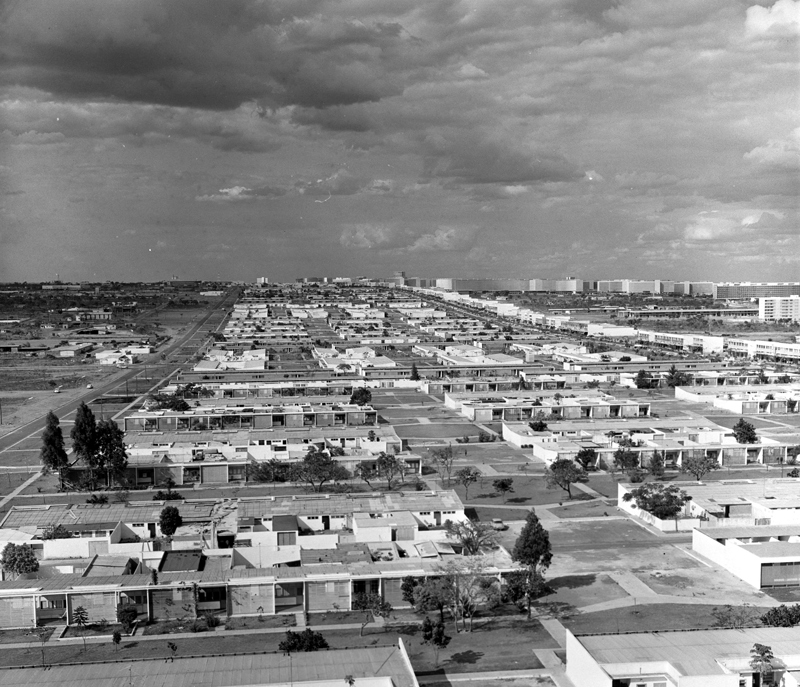
As quadras 700, Asa Sul, em 1964. Fonte: Arquivo Público do Distrito Federal

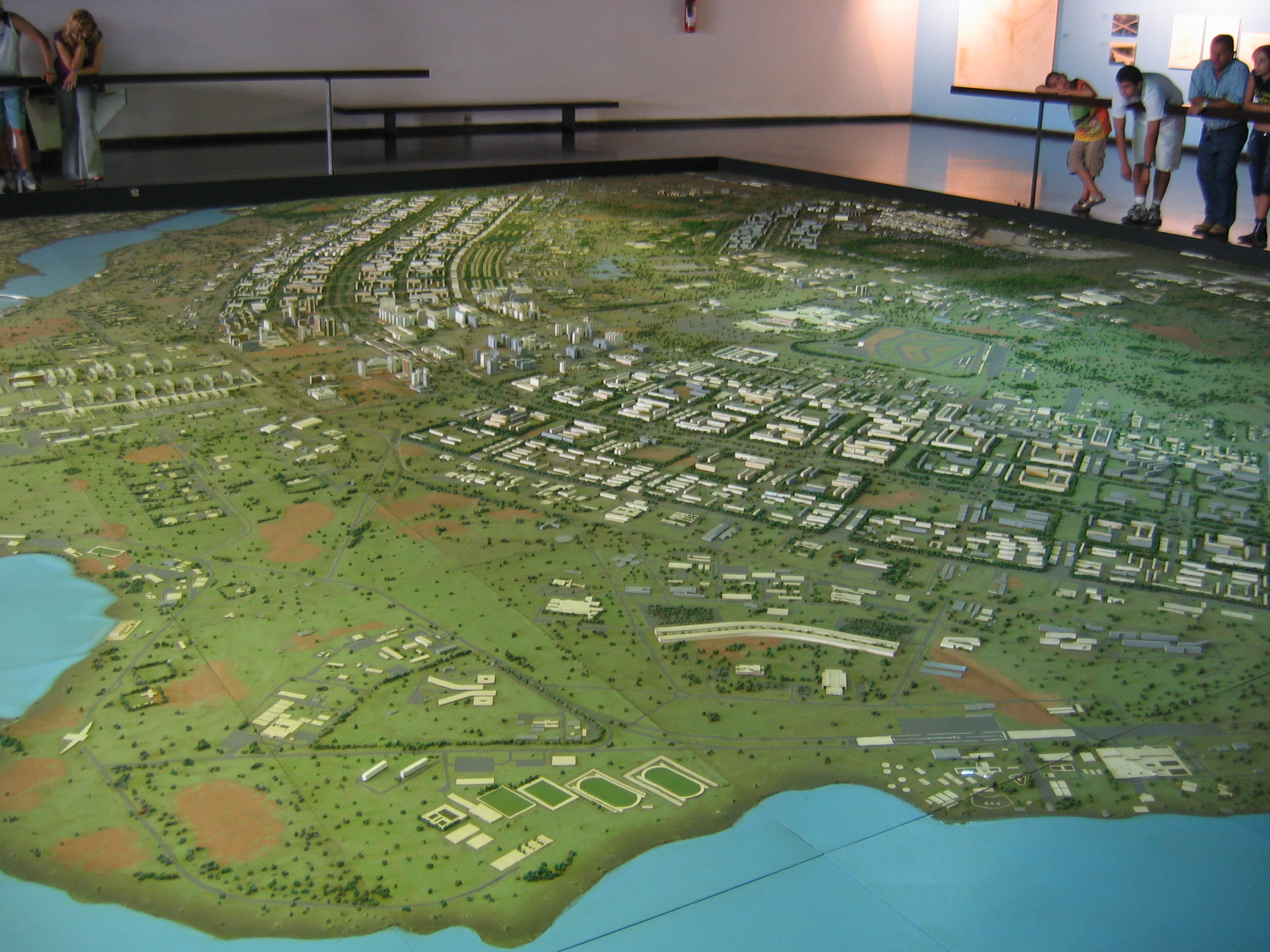
Maquete do Plano Piloto, no Espaço Lúcio Costa

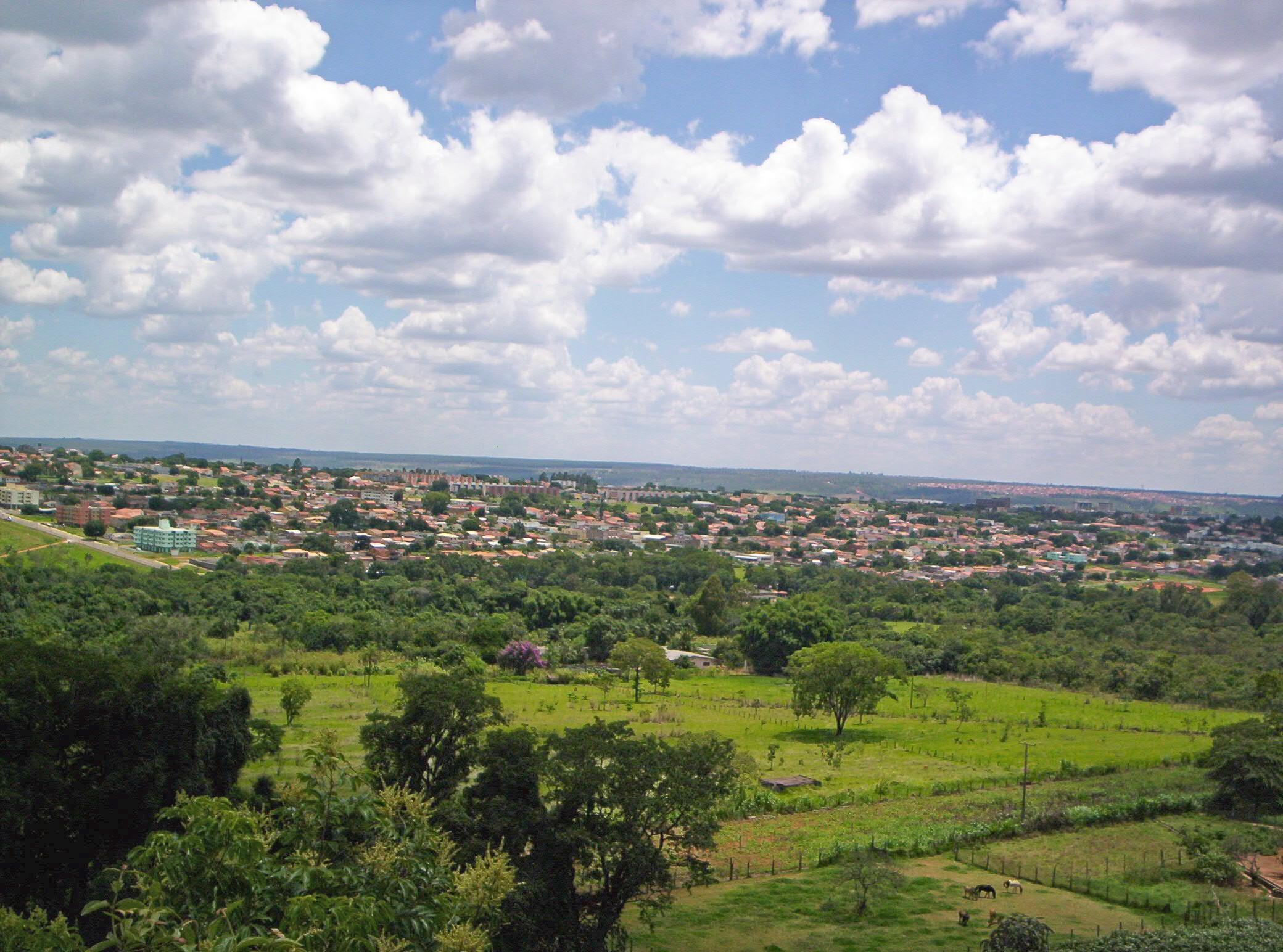
Panorâmica da cidade de Sobradinho, criada em 1960

Apesar de inaugurada, Brasília não estava pronta, nem todas as terras haviam sido desapropriadas e a regularização fundiária não havia sido concluída. Grande número de edifícios importantes ainda era um esqueleto vazio, outros sequer haviam saído do projeto, e a carência de habitações finalizadas obrigou a muitos órgãos administrativos instalados no Rio retardarem sua transferência, em vista da impossibilidade de acomodar seus funcionários. As embaixadas também não puderam funcionar imediatamente, algumas porém mandaram representantes provisórios, circunstância causada pelo fato de o próprio Itamaraty ainda estar no Rio, só mudando para Brasília em 1970. Na prática, por algum tempo o Brasil teve duas capitais. As obras continuaram pelo menos até a década de 1970, quando suas principais estruturas foram ultimadas, mas a cidade nunca parou de crescer e desde o início já ficara evidente que se deviam tomar medidas para a preservação do plano original, sancionando-se em 1960 a Lei Santiago Dantas, a primeira lei orgânica do Distrito Federal, que obrigava qualquer modificação na cidade ser autorizada previamente pelo Senado, fixando um modelo urbano que se revelou socialmente excludente.
As mesmas dificuldades por que passavam os candangos no ambiente de trabalho se refletiram no momento da distribuição de lotes e apartamentos. A região do Distrito Federal fora comprada pela República ao preço de dois centavos por metro quadrado, mas se venderam as terras por quinhentos cruzeiros o metro quadrado. Em 1960 todos os lotes da Asa Norte já estavam vendidos ou reservados, e os interessados só podiam adquiri-los de terceiros, com um ágio de duzentos a trezentos mil cruzeiros. Se o interessado fosse um deputado, senador ou jornalista, a Novacap fornecia lotes livres a um preço razoável e sem ágio. Para área das mansões próximas ao Lago Paranoá, a zona nobre da cidade, o custo estava em trinta cruzeiros ao metro, mas apenas para clientes selecionados da elite, em especial favor da Presidência da República, enquanto que na zona residencial comum o preço subia para quinhentos cruzeiros. Outras discriminações diziam respeito ao grau de ligação com o governo federal que mantinham funcionários de categoria idêntica. Essa realidade contradizia os ideais esquerdistas de Niemeyer e Costa, para quem, na interpretação de Holston, Brasília deveria ser um exemplo de integração e nivelamento social, uma cidade que iria transformar a sociedade brasileira através de um movimento social pacífico. Segundo o plano original, todos os futuros habitantes de Brasília viveriam em moradias do mesmo tipo em zonas comunitárias mais ou menos autossuficientes, as superquadras. Gradações na hierarquia social, inegáveis, seriam expressas em variações discretas nas dimensões dos domicílios e na qualidade dos materiais e acabamentos. A própria organização do traçado urbano era prevista para favorecer ao máximo a integração de todos e possibilitar a todos um desfrute igualitário do espaço social, redefinindo, segundo princípios do Congresso Internacional da Arquitetura Moderna (CIAM), aquelas que eram consideradas as funções chave da vida urbana - trabalho, moradia, lazer e tráfego -, assegurando a primazia do coletivo sobre o individual e evitando os problemas do desenvolvimento urbano capitalista.
Toda essa ideologia não se concretizou, a elite se apossou dos melhores locais e expulsou a classe baixa para as periferias, e a integração, como disse Couto, não passou de uma utopia. Cerca de 90% dos pioneiros pertenciam ao estrato social mais baixo e, na prática, "brasilienses" eram apenas os que viviam no Plano Piloto. Enquanto Juscelino chamava os candangos de heróis, em pouco tempo sua condição passou à pura e simples marginalidade. A segregação era ainda mais enfatizada pela existência de um cinturão verde em torno do Plano Piloto, isolando a área das periferias, e pela quase impossibilidade de as cidades-satélites se desenvolverem independentemente da aprovação federal. Seu crescimento era estorvado por pesada burocracia, por legislação que pretendia preservar as características do Plano Piloto e arredores, pela inconsistência nas demarcações dos lotes, rápida saturação de áreas autorizadas pela Novacap, especulação imobiliária, fraudes no sistema e várias restrições ligadas à efetivação da posse da terra. Em muitos casos a pressão habitacional sobre os operários os levou a se apossarem de lotes ilegalmente, e sua situação permaneceu irregular por longo tempo, como foi o caso da formação da Vila Matias e da Vila Sara Kubitschek.
Depois da saída de Juscelino do governo o plano desenvolvimentista começou a dar sinais de rápido esgotamento e a dívida pública se avolumara enormemente, com elevada inflação. As denúncias contra os gastos governamentais se amiudavam, a questão da reforma agrária e a luta pelos direitos trabalhistas ganhavam espaço, questionava-se a legitimidade das instituições, os sindicatos se mobilizavam em repetidas greves. A sociedade se inquietava e se dividia entre conservadores e radicais, e a solução armada para crise era vislumbrada por ambos os lados. Em poucos anos o clima político passou da plena democracia para a confusão e a instabilidade. Em Brasília a crise econômica e o desemprego eram especialmente sentidos, e temeu-se depredações e tumultos populares. Para aliviar a pressão o governo iniciou um programa de transferência populacional. Aviões da Força Aérea levaram inúmeros candangos desempregados para o sul do país para trabalharem na agricultura, e outros tantos, com suas famílias, receberam passagens de volta para suas regiões de origem. Ao mesmo tempo, aumentavam os rumores sobre a volta da capital para o Rio. Em 1964 o presidente João Goulart abandonou a capital e logo renunciou durante o Golpe de 1964, quando os militares assumiram o poder sob os argumentos de proteger a soberania nacional, combater a corrupção e evitar o "perigo comunista", instalando um regime autoritário e repressor.

## Crescimento
Entrementes, a cidade começava a desenvolver uma economia própria. Em 1960 havia registrados 2.160 estabelecimentos comerciais, 684 de prestação de serviços e 349 indústrias. Na metade da década, quando o Plano Piloto contava com quase noventa mil habitantes, e mais cerca de 130 mil nas cidades-satélites, já se produziam pequenas quantidades de abacaxi, amendoim, arroz, banana, batata-doce, batata, milho, tomate, laranja e outros produtos, destacando-se de longe a mandioca com 13,5 mil toneladas. Os rebanhos somavam cerca de 26 mil cabeças entre bovinos, suínos, equinos e ovinos. Possuía quase cinquenta agências bancárias, com um saldo em caixa de mais de dez milhões de cruzeiros, e um giro comercial de 75 milhões. As redes ferroviária e rodoviárias estavam bem estabelecidas em função das obras de construção, mas cerca de metade das rodovias não tinham pavimentação. O aeroporto registrava cinco mil pousos. Além dos jornais oficiais do governo, existia um independente, o Correio Braziliense. Várias emissoras de rádio estavam operando, três de televisão, quinze agências postais e quase quinze mil telefones instalados. Contava com oito hospitais, num total de 527 leitos, assistidos por 303 médicos, 146 enfermeiras e 115 auxiliares de saúde. A água encanada estava amplamente disponível no Plano Piloto, com uma rede de esgotos de mais de 380 km de extensão
Ao longo dos anos 1960 a existência de Brasília estimulou a ocupação do Centro-Oeste, construindo-se mais estradas, desenvolvendo-se a agricultura e surgindo outras cidades na região, um processo que continua nos dias de hoje. Enquanto que isso contribuiu para a integração regional, tornou necessário o desmatamento de vastas áreas, com significativo prejuízo para o meio ambiente. A cobertura de cerrado na região do Distrito Federal foi reduzida, entre 1954 e 1973, em cerca de 7%, e as matas perderam 4% de área. As várias barragens construídas para abastecimento de água e a ocupação agrícola foram parte importante nessa transformação da paisagem. As cidades-satélites também cresceram e se densificaram, especialmente Gama, Taguatinga e Sobradinho.
O ritmo de crescimento populacional na primeira década foi de 14,4% ao ano, com um aumento populacional de 285%. Na década de 1970 o crescimento médio anual foi de 8,1%, com um incremento total de 115,52%. A população total de Brasília, que não deveria ultrapassar 500 mil habitantes em 2000, atingiu esta cota no início da década de 1970, e entre 1980 e 1991 a população expandiu em mais 36,06%. O Plano Piloto, que na inauguração concentrava 48% da população do Distrito Federal, gradativamente perdeu importância relativa, chegando a 13,26% em 1991, passando o predomínio para as cidades-satélites. Em 2000 o IBGE indicou 2.051.146 habitantes.
Em 1970 o PIB per capita estava em torno de 10 mil cruzeiros e o Coeficiente de Gini em 0,51, e em 1990, 25 mil e 0,58, respectivamente. O PIB de Brasília em 1996 foi estimado em 22,3 bilhões de reais. No período 1981-1992 a taxa de crescimento da PEA (População Economicamente Ativa) foi de 3,9% ao ano, caindo para 2% entre 1991 e 1997. A população rural economicamente ativa saltou de 13 mil para 37 mil pessoas, e para 61 mil em 1997. A partir dos anos 1990 o Estado deixou de constituir a principal mola propulsora da economia, e a construção civil perdeu força. O centro da economia passou ser o setor de serviços, que em 1995 ocupava 75% da PEA do Distrito Federal. Destes, metade estava ligada aos serviços públicos. O desemprego nesta altura atingia níveis elevados, com 17% da PEA. O poder aquisitivo do funcionalismo caía como resultado das crises nas finanças públicas, as condições de geração de novos empregos se reduziam proporcionalmente, e começaram a se agravar seriamente os problemas dos moradores de rua e das favelas. Entretanto, nesta época o Plano Piloto acolhia 84,28% das famílias do Distrito Federal com renda superior a 25 salários mínimos e nos dados da Fundação Getúlio Vargas, em 2005 o Plano Piloto, que nesta altura se configurara como uma área socialmente homogênea, dominada pela presença de funcionários públicos de alto nível de escolaridade, ocupava a primeira posição nacional em termos de qualidade de vida, com um Índice de Condições de Vida (ICV) de 108,27 pontos, ultrapassando de longe todos os outros grandes centros regionais do Brasil.
O comércio também ocupa atualmente uma posição importante, mas as indústrias têm pouca expressão e pouca diversidade. Também cresceu a pesquisa tecnológica, com destaque para a instalação de dois polos tecnológicos e a atuação do Centro de Apoio ao Desenvolvimento Tecnológico, criado em 1986 ligado à Universidade de Brasília, uma das iniciativas pioneiras no Brasil do modelo das incubadoras tecnológicas, visando desenvolver mecanismos de cooperação entre empresas e instituições privadas e governamentais. Outro setor em constante expansão desde a inauguração da cidade é o do turismo, que desde a década de 1980 vem conhecendo um renovado interesse, com a instalação de vários hotéis de redes internacionais, o que está ligado tanto à atividade da área governamental como ao crescimento do setor de serviços, informação e organização de eventos. Em 2001 Brasília dispunha de 430 agências de viagens, sessenta hotéis, perfazendo doze mil leitos, noventa empresas locadoras de automóveis e dezoito empresas organizadoras de eventos, explorando os setores do turismo cultural, ecológico, esportivo, de eventos, de negócios, de compras, religioso, rural e de lazer.

### Planejamento, ocupação do espaço e impacto ambiental e social

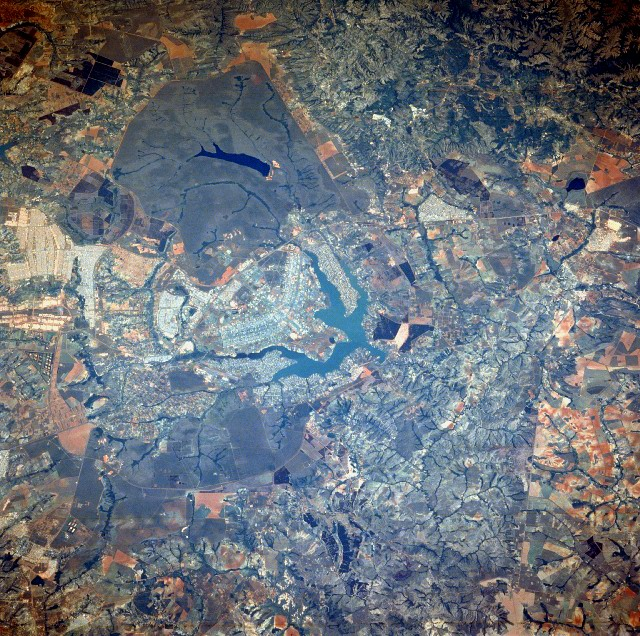
Parte do Distrito Federal visto da Estação Espacial Internacional, Brasília pode ser vista no centro da imagem

O esquema de evolução da ocupação e estruturação do território do Distrito Federal pode ser resumido da seguinte forma:
- 1956-1976: Período da construção e transferência de funcionários e órgãos administrativos e início do estabelecimento de um modelo polinucleado de ocupação com a formação de cidades-satélites. Ao mesmo tempo se inicia a Campanha de Erradicação de Invasões, com a remoção de populações dos assentamentos primitivos e das primeiras favelas que se formaram logo em seguida, em torno ao Plano Piloto.[78]
- 1974-1990: Período de consolidação e organização da cidade. Criou-se o Plano Estrutural de Organização Territorial em 1977, inicia uma vida social mais intensa, as embaixadas se instalam, a atividade imobiliária volta a crescer com o comércio de terras e a construção de muitas mansões junto ao lago, condomínios habitacionais, prédios de escritórios, hotéis e outras benfeitorias. Configuração da Área Metropolitana de Brasília com acentuação da segregação socioespacial, maior favelização, muitas ocupações ilegais de terras e crescimento da violência urbana. Na Constituição de 1988 foi dada autonomia administrativa ao Distrito Federal, formando-se uma câmara legislativa e sendo instalado um governador.[78]
- 1990-atualidade: Em 1992 definiu-se o Plano Diretor de Ordenamento Territorial, absorvendo legislação anterior e alterações propostas por Lúcio Costa, no projeto Brasília Revisitada. No ano seguinte foi promulgada a Lei Orgânica do Distrito Federal. Este período vem sendo marcado pelas reformas administrativas e institucionais originadas com a autonomia, sendo determinantes para o surgimento de uma metrópole terciária e quaternária, caracterizada pela existência de serviços de alto padrão, Congresso Nacional, universidades, centros tecnológicos, etc. Continua a erradicação de favelas e transferência populacional para várias áreas novas, e se acentua a segregação. Algumas favelas foram consolidadas em seus locais de origem, sob a pressão de parlamentares e do povo. A expansão em áreas de especulação imobiliária reforça o caráter polinucleado da ocupação mas vem gerando grandes problemas infraestruturais, sociais e ambientais.[78]

Quando a cidade ainda era um enorme canteiro de obras, a norma foi se fixar os trabalhadores dentro dos limites do Plano Piloto, a fim de mantê-los perto do local das obras, imaginando-se depois remover os acampamentos. Porém outros assentamentos periféricos foram criados espontaneamente, e mais quando o centro se saturou, formando os núcleos primitivos das cidades-satélites, integrados também por funcionários estatais dos escalões mais baixos e pessoas sem ligação direta com a construção. Antes de Brasília ser inaugurada já se verificavam invasões ilegais e protestos de rua. Em 1969, com apenas nove anos de fundação, Brasília já contava com mais de 70 mil favelados. Nos primeiros dez anos depois da fundação chegaram a Brasília quase cem mil novos migrantes, a maioria instalados dessa forma precária. Para solucionar parte do impasse gerado por tais condições, em 1971 o governo impôs uma transferência populacional em massa, removendo mais de oitenta mil pessoas de zoneamentos irregulares para uma nova cidade-satélite, Ceilândia. Transferências menores aconteceram nos anos anteriores e seguintes.

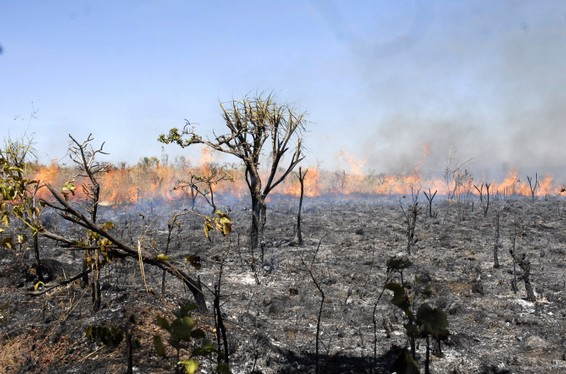
Queimada no Parque Nacional de Brasília, 2007

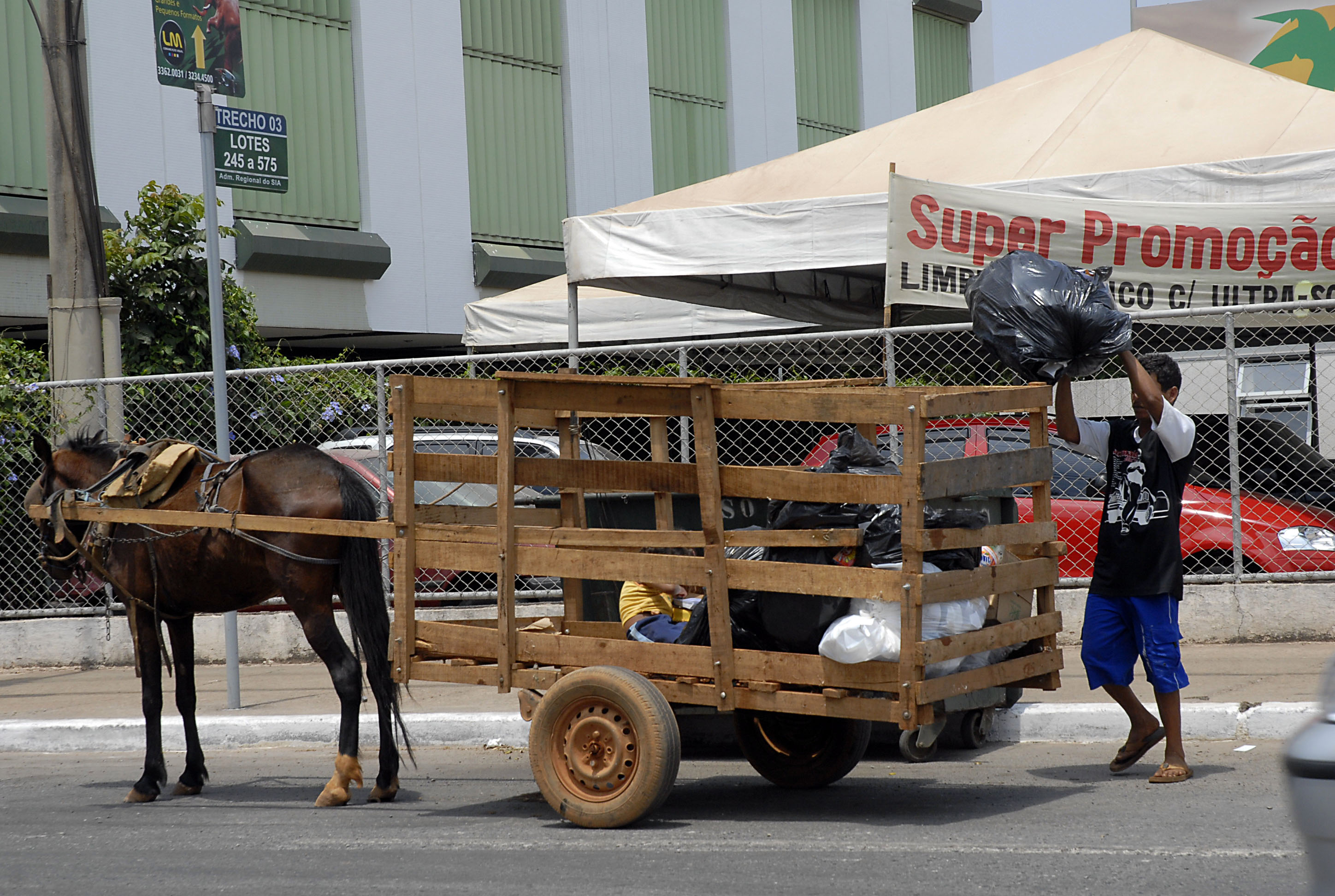
Catador de papel nas ruas de Brasília, 2007

O problema da legalização das desapropriações persistiu até os anos 80. Aproveitando as brechas na lei, estimulado pela necessidade de moradia para grande parte da população da classe média e com a ajuda de uma legião de advogados inescrupulosos, se formou um mercado de especulação imobiliária que atuava de forma pouco ética, explorando uma das maiores fontes de riqueza ilícita, a mudança de destinação de áreas rurais e de proteção ambiental, localizadas principalmente em terras públicas, para áreas urbanas, vendidas ilegalmente a particulares. Os lotes formados se vendiam na planta, e a responsabilidade pela urbanização e criação de infraestrutura ficava para os adquirentes, criando-se áreas ocupadas sem nenhum estudo de impacto ambiental e organizadas de forma espontânea, sem qualquer planejamento, destruindo áreas protegidas e outras interessantes por sua beleza cênica, impermeabilizando o solo e contaminando mananciais de água. Em meados da década de 1980 o governo autorizou um plano de expansão para o Plano Piloto, chamado Brasília Revisitada, de autoria do próprio Lúcio Costa, prevendo a construção de seis novas áreas a serem entregues à iniciativa privada, das quais apenas uma, o Setor Sudoeste, foi implementada. Outros programas procuraram regularizar favelas e invasões já consolidadas, mas com um fraco resultado prático no sentido de resolver a pressão habitacional.
O inchaço e o crescimento desordenado se verificaram também na região do Entorno, que depende quase integralmente de Brasília e da dinâmica do Distrito Federal, atraindo boa parte dos migrantes que não conseguem se fixar no Distrito. Como exemplo, Luziânia, em Goiás, cresceu 159% entre 1980 e 1991. Foi até implementado nos anos 80 o programa "Entorno com Dignidade", mas na prática significou o mesmo sistema de erradicação sumária de favelas e sua substituição por instalações inadequadas. Quando Brasília ganhou sua autonomia administrativa o problema fundiário-habitacional adquiriu nuances eleitoreiras. Nas palavras de Peluso, "em 1989, um ano antes da primeira eleição direta para governador e assembleia distrital, a população carente significava votos e a terra pública em mãos do governo tornara-se uma importante moeda eleitoral". Em menos de dois meses foram identificadas 40 mil famílias de invasores e 140 mil famílias de inquilinos de fundos-de-lotes, que foram assentados em novas cidades-satélites. Imitava-se, desta forma, em ambiente urbano, o antigo coronelismo agrário.
Até o presente os loteamentos irregulares continuam surgindo e estão em debate, mas a atuação do governo tem sido pouco efetiva para impedir sua continuidade. Atualmente existem no Distrito Federal mais de quinhentos condomínios irregulares, com uma população de 400 mil pessoas, vários deles muito próximos do Plano Piloto. Com esse sistema de ocupação caótica o meio ambiente tem sofrido perdas graves. Na década de 1990 várias espécies nativas só eram encontradas a duzentos quilômetros de Brasília, e no entorno da capital 50% dos campos, 50% das matas e 80% do cerrado haviam desaparecido. Entre 1954 e 1998 a área urbana aumentou 329 vezes, a agrícola 2.316 vezes, o solo exposto, 230 vezes. A degradação ambiental é acelerada e as tentativas de reversão do processo se expressaram com a criação de novas áreas protegidas, compondo em 1997 cerca de 50% da área total do Distrito Federal, mas a existência de tantas áreas de vazio demográfico com fiscalização deficiente, numa região que se caracteriza pela pressão habitacional, incentiva as ocupações irregulares e a formação de novas favelas, algumas adquirindo em poucos anos grandes dimensões, como a Estrutural com trinta mil habitantes, e a Itapuã, com cinquenta mil em 2005.
Apesar das várias medidas saneadoras tomadas pelos governos para a melhoria da infraestrutura, raramente elas atenderam a todas as necessidades dessa população. Alguns dos centros habitacionais criados se encontram a dezenas de quilômetros do local de trabalho das pessoas, algumas foram instaladas até fora do Distrito Federal, a 60 ou 70 km do Plano Piloto. Outras vezes as remoções foram violentas, e pelo menos em um caso, na remoção da Vila 110 Norte, os barracos foram queimados diante dos seus moradores. Atualmente existem no Distrito Federal trinta cidades-satélites ou, como são chamadas oficialmente, regiões administrativas. Em vista da proibição constitucional de se dividir o Distrito Federal em municípios, todo este conjunto é considerado uno. São elas: I Plano Piloto, II Gama, III Taguatinga, IV Brazlândia, V Sobradinho, VI Planaltina, VII Paranoá, VIII Núcleo Bandeirante, IX Ceilândia, X Guará, XI Cruzeiro, XII Samambaia, XIII Santa Maria, XIV São Sebastião, XV Recanto das Emas, XVI Lago Sul, XVII Riacho Fundo, XVIII Lago Norte, XIX Candangolândia, XX Águas Claras, XXI Riacho Fundo II, XXII Sudoeste/Octogonal, XXIII Varjão, XXIV Park Way, XXV SCIA, RA XXVI Sobradinho II, XXVII Jardim Botânico, XXVIII Itapoã, XXIX SIA, XXX Vicente Pires e XXXI Fercal.

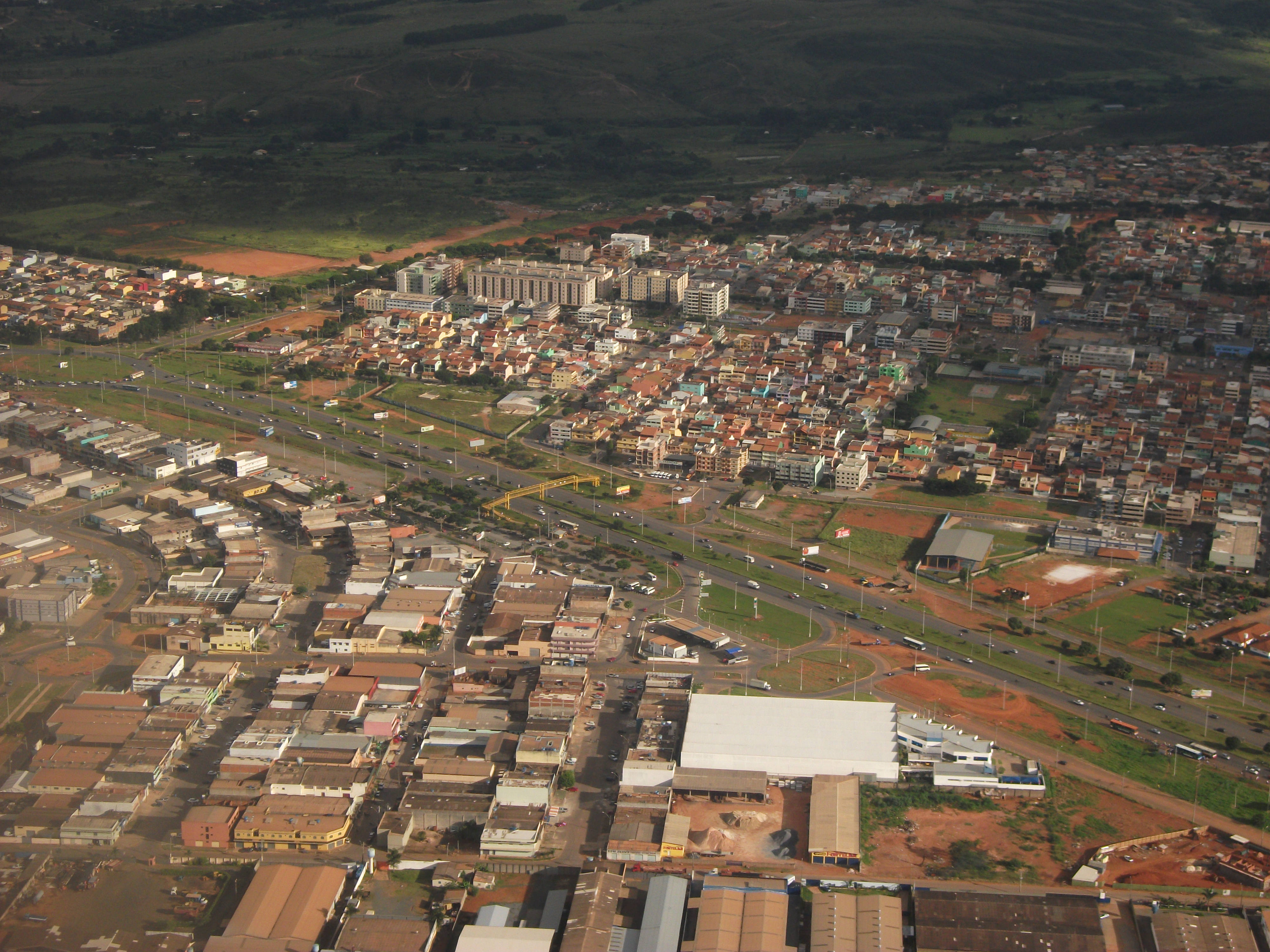
Vista aérea de Riacho Fundo

As cidades-satélites foram construídas a partir de iniciativas centralizadas, descartando-se a participação popular nas decisões. De acordo com Kohlsdorf, seu planejamento foi medíocre, incapaz de formular estratégias globais de organização territorial e, muito menos, de promover ocupações ecologicamente sustentáveis. Mesmo os casos mais recentes, como Samambaia, Santa Maria e Recanto das Emas, não passaram de soluções emergenciais com o objetivo de proteger o Plano Piloto contra as favelas que ameaçavam a integridade da capital, e o seu resultado foi fixar a segregação social. Um pesquisador da Universidade de Brasília, o geógrafo Aldo Paviani, declarou em 2004 que na velocidade em que está seguindo o crescimento desordenado em poucos anos o Distrito Federal será inadministrável. Na gestão de Cristovam Buarque (1995-99), porém, foi implementada a experiência do orçamento participativo, com seiscentas novas obras escolhidas pelo povo, entre estradas, hospitais, escolas, redes elétrica, de água e esgoto, postos policiais e praças de esporte. Hoje o governo do Distrito Federal possui uma estrutura completa para a administração pública, contando com as secretarias de Agricultura, Pecuária e Abastecimento; Ciência e Tecnologia; Cultura; Desenvolvimento Econômico e Turismo; Desenvolvimento Social e Transferência de Renda; Desenvolvimento Urbano e Meio Ambiente; Educação; Esporte; Relações Institucionais; Educação Integral; Fazenda; Habitação; Justiça, Direitos Humanos e Cidadania; Obras; Ordem Pública e Social; Saúde; Governo; Trabalho, e Transportes.
Para Peluso, a distância entre a utopia e a realidade aumentou particularmente depois que as eleições diretas proporcionaram o afloramento da vontade da população residente, mas o que aflorou foi uma grande contradição entre as necessidades do novo e as imposições do modelo antigo, dificultando ainda mais a chegada a soluções universais:
"As eleições regionalizaram a política e explodiram a cidade, e a rapidez com que aconteceu mostra a medida em que o processo se encontrava latente. A singeleza do Plano Piloto, se já apresentava problemas para o tipo de desenvolvimento fordista, mostrou-se bastante menos eficiente para enfrentar os desafios da acumulação flexível da pós-modernidade, quando vozes díspares querem se fazer ouvir. Nesse contexto, as políticas anteriores de restringir o uso da terra, negar o passado e perceber a cidade como um todo rígido e inalterável, transformou-se em seu oposto, o ressurgimento do negado, com a apropriação incontrolável da terra e o fracionamento do território. E Brasília entra no 4º momento, o do futuro, numa situação paradoxal, em que a cidade mítica da fundação entra em contradição com a cidade administrativa da vida real e alarga-se o fosso entre as duas, quando os atores sociais anteriormente em conflito, passam a falar a mesma língua... O momento atual apresenta uma questão inédita em toda a história política brasileira: ricos e pobres unidos nas mesmas reivindicações de legalização das terras invadidas e permissão para novas invasões. Isso significa que o passado, presente nas representações sociais da territorialidade, tem o poder de transformar as utopias em meras recordações".
A área da saúde pública também sofreu com a expansão descontrolada, e atualmente a capacidade hospitalar do Distrito Federal está superlotada. O secretário de saúde do Distrito, Augusto Carvalho, assinalou que dos 2,3 milhões de atendimentos hospitalares realizados em 2009, 70% poderiam ser tratados em ambulatórios, que muitos foram para pessoas do Entorno, cujas cidades não apresentam boa infraestrutura sanitária e são obrigadas a recorrer à rede distrital, e que a burocracia imposta pela legislação para compra de medicação e equipamentos também prejudica os serviços. Para ele, mesmo com a percepção de que a população estava crescendo não houve preocupação dos governos em ampliar a rede pública de saúde. A estrutura física da maioria das unidades hospitalares também não foi modificada com o passar dos anos e na data existiam apenas onze hospitais públicos no Distrito: três no Plano Piloto e os demais em Gama, Taguatinga, Brazlândia, Sobradinho, Planaltina, Paranoá, Ceilândia e Samambaia. Entretanto, estavam previstos grandes investimentos no setor para breve. Uma listagem oferecida pelo Hospital Universitário da Universidade de Brasília indica um total de 31 hospitais entre públicos e privados no Distrito Federal.
Da mesma forma, a segurança pública vem enfrentando desafios sérios, derivados principalmente da má distribuição de renda no Distrito Federal, com uma grande população enfrentando problemas de sustento cotidianamente, das invasões de terras, da formação de grandes favelas e dos conflitos policiais envolvendo a sua remoção. A relação entre espaço e segurança aparece em várias pesquisas sobre a capital federal, e Ribeiro considera que as altas classes médias, ao mesmo tempo que continuam no centro da política urbana, abandonam progressivamente a vida social isolando-se em "ilhas de segurança", acentuando a diferenciação das classes através de separações físicas e simbólicas que dificultam a sociabilidade, intensificam a fragmentação das identidades coletivas e inferiorizam certos segmentos sociais. Em meados da década de 1990 iniciou-se um movimento que buscava o fechamento das quadras do Plano Piloto de Brasília, sob os argumentos de solucionar problemas de trânsito e estacionamento, mas também de segurança. Como parte de uma tendência de privatizar espaços públicos, a fragmentação da estrutura urbana resultante, ao lado do isolamento desejado pelos estratos sociais de renda mais alta, abriu espaço, como disse Zackseski,
"a práticas sociais que evitam a confrontação com a diferença e as contradições da sua própria sociedade. A utilização de argumentos, como busca de maior qualidade de vida, ou segurança, encobrem, na verdade, uma intolerância em relação às camadas de renda mais baixas, vistas mais como ameaças do que como parte de uma mesma realidade, caracterizada pela desigualdade, gerando uma cidade clivada no espaço e nas relações sociais, o que é nocivo para a coesão social."
Alessandro Baratta criticou as distâncias entre a riqueza e a pobreza, que determinam a formação de estereótipos da diferença e do perigo e de uma política de segurança dirigida exclusivamente àqueles que estão à margem do processo produtivo. Em suas palavras, "a espiral da exclusão se eleva com o paradoxo de que o controle do risco aumenta o risco, e a segurança dos assegurados passa a ser precária. No lugar de aumentar a segurança de poucos, cresce a insegurança de todos".
O problema da segurança teve um pico entre os anos 80 e 90, mas persiste no presente. A taxa de homicídios no Distrito Federal entre 1980 e 2006 subiu 187%. Em 2007 o Governo do Distrito Federal gastou mais de cem milhões de reais em segurança pública, que, somados ao aporte de recursos da União, totalizaram 2,9 bilhões de reais. O sentimento geral de insegurança da população se refletiu no grande aumento nos investimentos em segurança privada, cujo faturamento no Distrito entre 2002 e 2005 passou de 407 milhões para 777 milhões, com 282 milhões gastos em seguro de veículos. Uma estatística realizada em 2004 apontou que 51,1% dos moradores do Distrito Federal foram vítimas de algum furto, e outros 22,6%, de roubo, com 24% dos casos sofridos na própria residência dos entrevistados. O custo total da criminalidade no ano de 2007 atingiu a cifra estimada de 4 bilhões de reais, representando cerca de 9% do PIB do Distrito. Também foi apontada em 2002 a diferença de concentração de policiamento por área. No Plano Piloto foi indicada a presença de um policial por cada 96 habitantes, mas em Ceilândia, somente um para cada 537 habitantes, com uma tendência à redução no contingente total de policiais disponíveis.

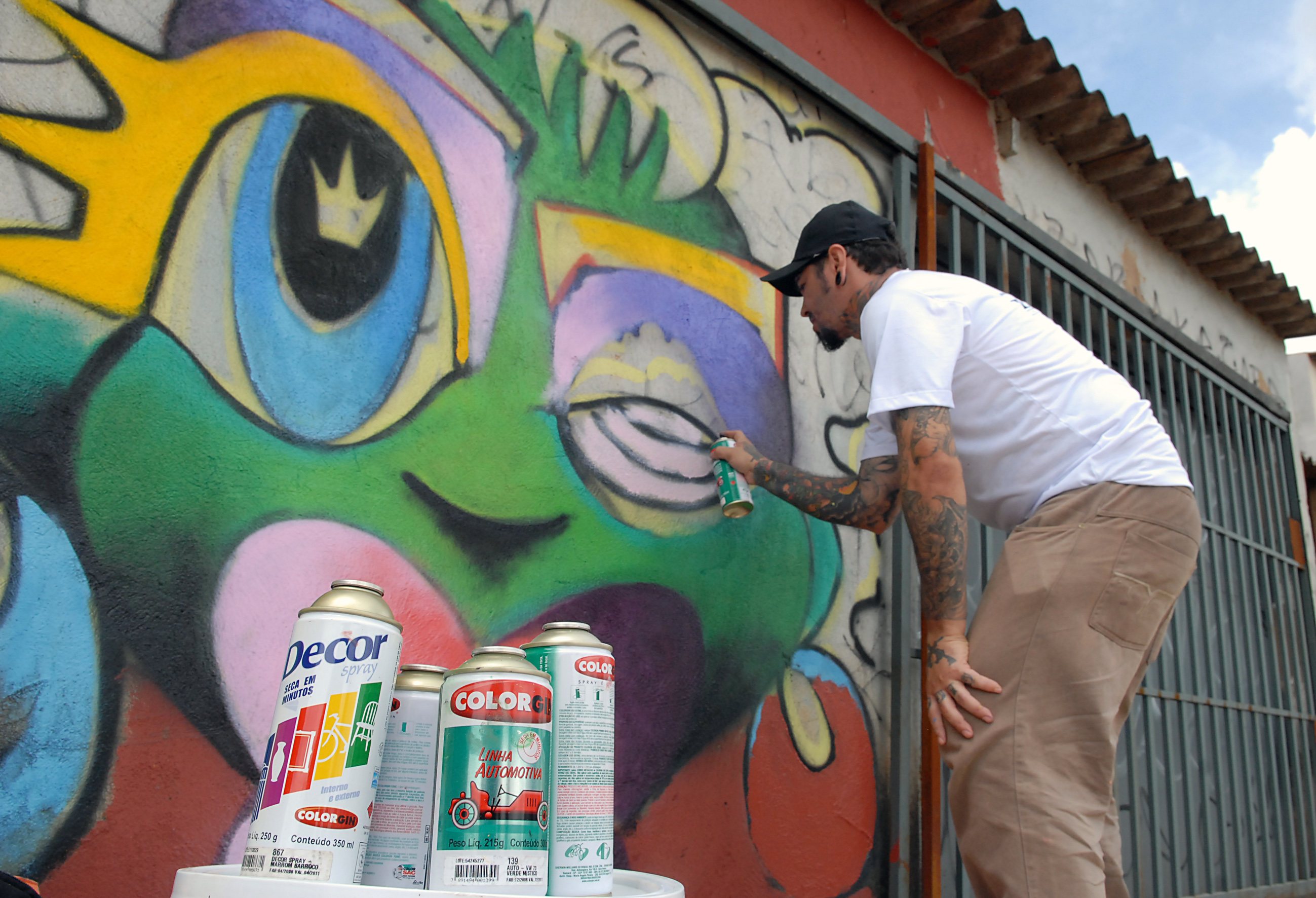
Grafiteiros pintam muros de casas próximas da estação do metrô, na cidade-satélite de Ceilândia, para chamar a atenção para o projeto de lei que regulamenta o grafite, 2009

As gangues de jovens das superquadras que se formaram a partir da década de 1980 criaram uma outra maneira de definição do espaço público, delimitando territórios que mantêm sob vigilância e estando ligadas ao crime organizado. Esses grupos frequentemente estão envolvidos com tráfico de drogas, uso de violência e outros delitos, pelo que são temidos pelos moradores, mas formam um meio de socialização e afirmação de identidade para esta parcela da população que prestigia os valores da transgressão. São organizadas em uma hierarquia exclusivamente masculina, são agressivas e altamente territorialistas, e seus líderes costumam ter grande prestígio entre as garotas. Mais ou menos ligadas a estas gangues de índole claramente criminosa estão as dos pichadores, que apareceram na mesma época como grupos de transgressão lúdica e mais ou menos inocente do espaço, das estruturas e da ordem pública, mas algumas logo se transformaram em delinquentes mais graves. A fluidez desses grupos dificulta sua tipificação, e podem incorporar integrantes ligados à música e esportes de rua. Em 1999 foi feita uma estatística e se assinalou a existência de 1.127 gangues de vários tipos, incluindo 51 de matadores de aluguel, no Plano Piloto e arredores. Uma amostragem domiciliar apontou que 10,7% dos jovens entre 15 e 24 anos pertence ou pertenceu a uma gangue, com um total de cerca de 42 mil jovens envolvidos com a transgressão e violência.

#### O "abrasileiramento" de Brasília
Além do crescente número de sem-tetos, gangues de delinquentes e mendigos pelas ruas de Brasília, presença impensável para os idealizadores da cidade, o espaço urbano começou a ser transformado pelos próprios primeiros moradores do Plano Piloto, num processo que Holston chamou de familiarização ou abrasileiramento do Plano Piloto. De certa forma traumatizados e desorientados pela ausência de referenciais urbanos vernáculos, a população inicial gradativamente adaptou o espaço - o que continua até os dias de hoje - de modo a contradizer muitas das suas premissas iniciais, o que acabou por confirmar e até exacerbar o que o projeto original pretendia evitar.
Considerando que o plano urbano e em parte a própria arquitetura de Brasília, tão inovadores, não tinham raízes na tradição brasileira, se tornou difícil para muitos dos primeiros brasilienses aceitar a anulação de padrões tradicionais na organização urbana proposta por Costa e Niemeyer. A uniformização das residências foi vista como um emblema de anonimato, frieza afetiva e impessoalidade, e as fachadas devassadas por grandes aberturas envidraçadas produziam uma sensação de falta de privacidade, logo cobertas por pesadas cortinas, painéis e vedações, reconstituindo a impressão de paredes sólidas. Além disso, a distribuição de peças nos apartamentos impedia a estratificação usual do espaço doméstico, tensionando a convivência de proprietários e empregados, com prejuízo maior para estes últimos. As áreas verdes nas superquadras, programadas para propiciarem uma confraternização igualitária entre as classes sociais, se revelaram pouco interessantes pelos moradores para seus fins ideais, e os blocos comerciais pareciam pouco convidativos para os hábitos de comércio familiar em mercados de rua. As grandes distâncias em Brasília, com amplos espaços abertos e longas avenidas que se destinam principalmente ao tráfego de veículos e não à circulação de pedestres, e a compartimentalização das habitações nas superquadras, também prejudicaram uma integração espontânea entre os habitantes, que passavam a depender do automóvel para praticamente todos os deslocamentos. Entre muitos da elite econômica e política, que dispunham de recursos, o conceito de superquadra foi rejeitado in totum, e abandonaram o Plano Piloto para formar bairros independentes nas redondezas, especialmente na área fronteiriça ao Lago Paranoá, com uma urbanização e esquemas edilícios mais tradicionais e com um acesso restrito apenas aos seus membros. Desta forma, várias convenções sociais e práticas familiares tradicionais encontraram meios de reafirmação, subvertendo parte das propostas do Plano Piloto.
Os problemas do distanciamento entre o projeto idealista e as necessidades do uso cotidiano repercutem até os dias de hoje. Como relatou Corbioli, as capelas entre as superquadras são pequenas, e precisam se valer de cadeiras extras nas celebrações. A capela Nossa Senhora de Fátima, na Entrequadra Sul 307/308, teve seus murais de Alfredo Volpi recobertos por tinta branca, e foram abertos nichos para a instalação de velas, de acordo com o desejo popular. O Cine Brasília, na Entrequadra 106/107, por outro lado, é grande demais, e somente por ocasião do Festival de Brasília do Cinema Brasileiro consegue lotar a plateia. Ela prossegue dizendo que
"As escolas-classe eram essenciais para o funcionamento das superquadras. Niemeyer desenhou a unidade da SQS 308, modelo repetido com pequenas diferenças na SQS 108. São dois volumes interligados por marquise: um abriga instalações administrativas e outro é composto por cozinha, depósito, sanitários e oito salas de aulas. Mas a marquise é estreita e protege pouco nos dias chuvosos. A cobertura do pátio entre as salas tem caimento para o interior e quando chove o pátio fica molhado e as crianças são obrigadas a ficar na classe durante o recreio. Além disso, o pé-direito baixo e a incidência solar vespertina tornam o ambiente abafado e desconfortável, em especial nos meses de seca. Com cerca de 350 alunos em dois turnos, os banheiros não dão conta da demanda na hora do recreio. Como o projeto não previa biblioteca, as duas escolas abriram mão de uma das salas de aulas para dar lugar aos livros. Sem um local adequado para as refeições, as classes têm que fazer as vezes de refeitório. Os funcionários ainda apontam a pequena dimensão dos pátios, agravada pela ausência de quadras esportivas: não há lugar para o jogo de futebol e isso acaba criando brigas pelo espaço entre meninos e meninas... Por outro lado, o carro, que era a solução para a "cidade rodoviária", tornou-se um problema, já que faltam estacionamentos".
Sinoti fez referência a um estudo que sugere que os problemas adaptativos se restringiram a apenas parte da população recém-chegada, e que as gerações que nasceram em Brasília se encontram adaptadas à sua geografia urbana e modos característicos de convivência, e consideram suas peculiaridades até estimulantes, criando-se um senso de identidade próprio. A existência de mini-prefeituras em cada superquadra foi citada como um fator de integração social, possibilitando uma atuação comunitária efetiva, e também como instrumento de aprendizado político e de conscientização patrimonial. Uma pesquisa de opinião realizada em 1983 indicou que 60% dos entrevistados gostavam de Brasília, mas no Plano Piloto apenas 31% deles relacionavam isso ao convívio na sua vizinhança.

## O cenário das representações do poder e da cidadania

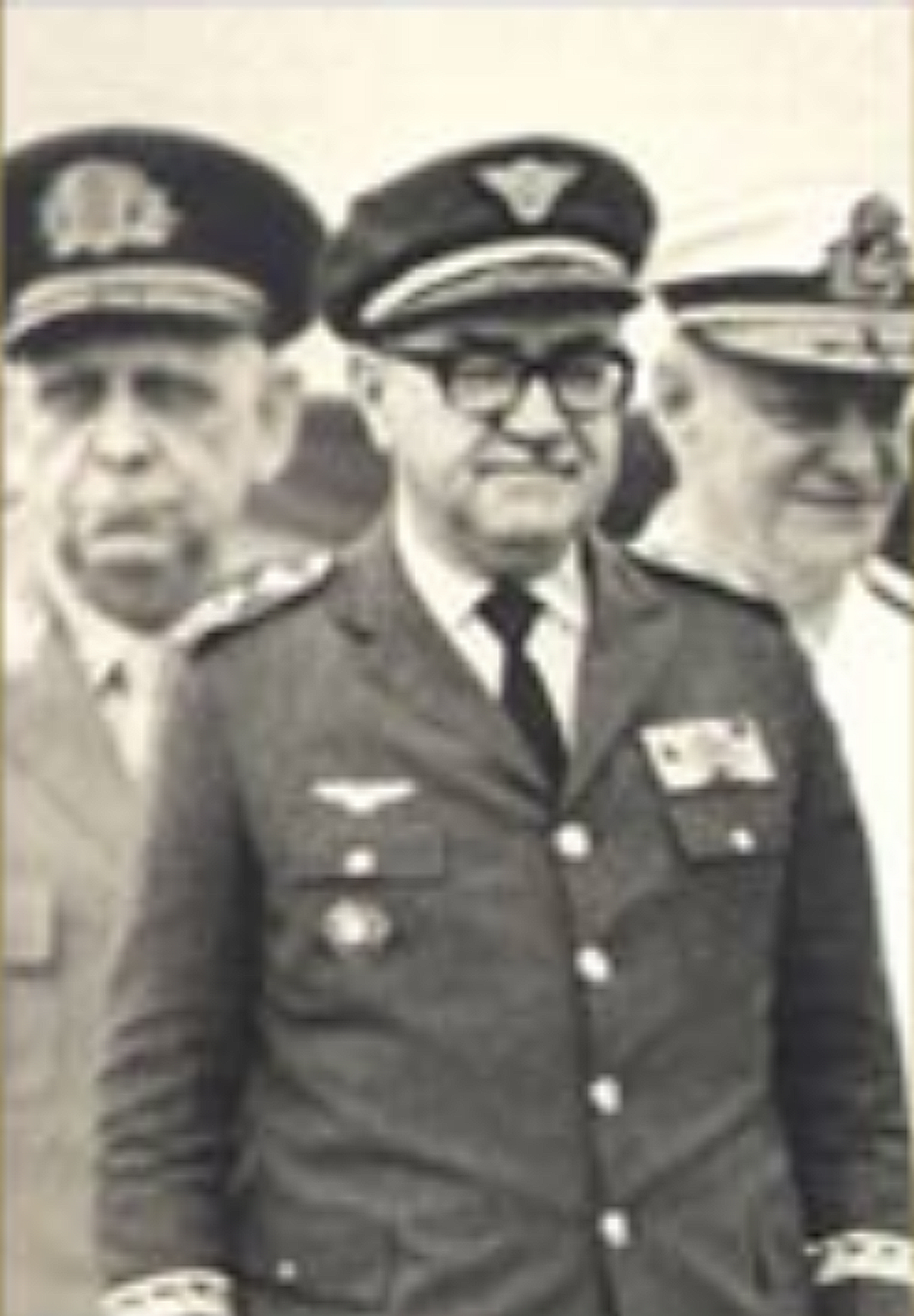
A Junta Governativa de 1969. Da esquerda para a direita: Aurélio Lira, Márcio Melo e Augusto Rademaker

Até o golpe militar de 1964 Brasília foi o maior símbolo visível das esperanças, e também das contradições, que caracterizavam o ideário progressista brasileiro. Durante a vigência do regime militar a cidade, com sua organização urbana idealista e impessoal, foi um cenário perfeito para a reafirmação do conceito de "ordem pública", preservando a estratificação social e segregando definitivamente os pobres, potencialmente perturbadores dessa ordem, para as periferias, tornando-lhes difícil desafiá-la com a sua presença física junto ao centro das decisões. Como disse Basualdo, a ilusão de transparência própria da modernidade havia se tornado subitamente opaca, transformada a capital em um centro de comando de uma opressiva ditadura militar, e num cárcere de presos políticos. A liberdade de expressão desapareceu sob o manto da censura e da violência, e a manifestação popular foi reprimida com vigor, especialmente em Brasília, que nas palavras de Jorge da Cunha Lima se tornou uma cidade sem opinião pública. Em seu lugar foi instalada uma máquina de propaganda oficial destinada a criar uma nova autoimagem para o Brasil, especialmente durante o período do Milagre Brasileiro, dando grande importância à televisão como instrumento de doutrinação e alienação, numa fase em que se vendiam mais televisões do que geladeiras no país e se formara uma hierarquia de tecnocratas e militares que se entregara à corrupção e ao abuso do dinheiro público, e que já não se restringia aos primeiros escalões do poder central, infiltrando-se em toda a esfera administrativa brasileira. Segundo o relato de Ricardo Kotscho,
"... a certeza da impunidade chegara a tal ponto que as longas listas de comes e bebes para as residências oficiais, compras de flores e de peças de decoração, aluguel de carros e de jatinhos executivos, reformas em mansões e requisição de passagens aéreas, uso indiscriminado de cartões de crédito, distribuição de dividendos em empresas estatais deficitárias, salários astronômicos - tudo era publicado na imprensa oficial... o material enviado pelos correspondentes de Brasília (informava) que, graças a seus contatos no poder, conseguiam levantar detalhes da ilha da fantasia em que viviam os superfuncionários, com suas criadagens, piscinas aquecidas, festas, banquetes".
Na década de 1980, ao longo da abertura política, e notadamente na campanha das Diretas Já, Brasília começou a deixar de ser o cenário da representação da ditadura para receber o povo novamente em suas ruas, em manifestações marcantes na história política da cidade, que se multiplicaram pelas praças e ruas de todo o Brasil. Em 12 de abril de 1984, pouco antes de ser enviada ao Congresso a emenda constitucional que permitiria as eleições diretas, ocorreu um comício na rodoviária da cidade. Enquanto isso, o governo do general João Figueiredo, alarmado diante da perspectiva de uma possível invasão do Congresso pelo povo, organizava o sítio militar de Brasília, reforçando a censura à imprensa e programando a ação de tropas para impedir as aglomerações, o que incluía bombas de gás lacrimogêneo, cães amestrados, cassetetes elétricos e outros aparatos de repressão violenta. Foram colocadas barreiras em todas as entradas rodoviárias da cidade para impedir a chegada de manifestantes, no aeroporto todos os passageiros eram obrigados a se identificar, inclusive parlamentares, e as companhias aéreas deviam enviar listas com todos os nomes de passageiros que se dirigiam à capital. No dia 23, o aniversário do Comando Militar do Planalto, que usualmente era comemorado com um desfile simples, se tornou uma demonstração de força. À frente da parada se mostrou o general Newton Cruz, chefe do Serviço Nacional de Informações (SNI), montado em um cavalo branco, seguido por mais de seis mil soldados e 116 veículos de combate, no maior desfile militar da história da cidade. Em contraste, o público que assistiu reduziu-se a menos de quinhentas pessoas. Logo após o encerramento da cerimônia, o general ordenou o cerco à Universidade de Brasília para impedir uma manifestação de estudantes, dispersos com bombas de gás. Apesar de tudo, a população não se intimidou, e lotou as galerias do Congresso durante a discussão da Emenda Dante de Oliveira.

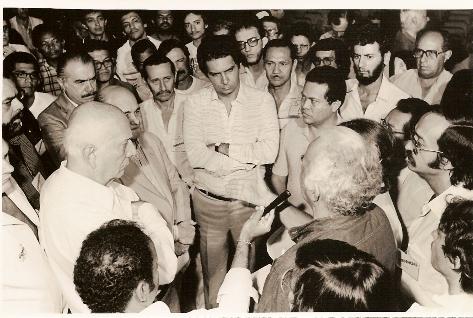
Tancredo Neves e Ulysses Guimarães recebem reivindicações dos trabalhadores, 1985

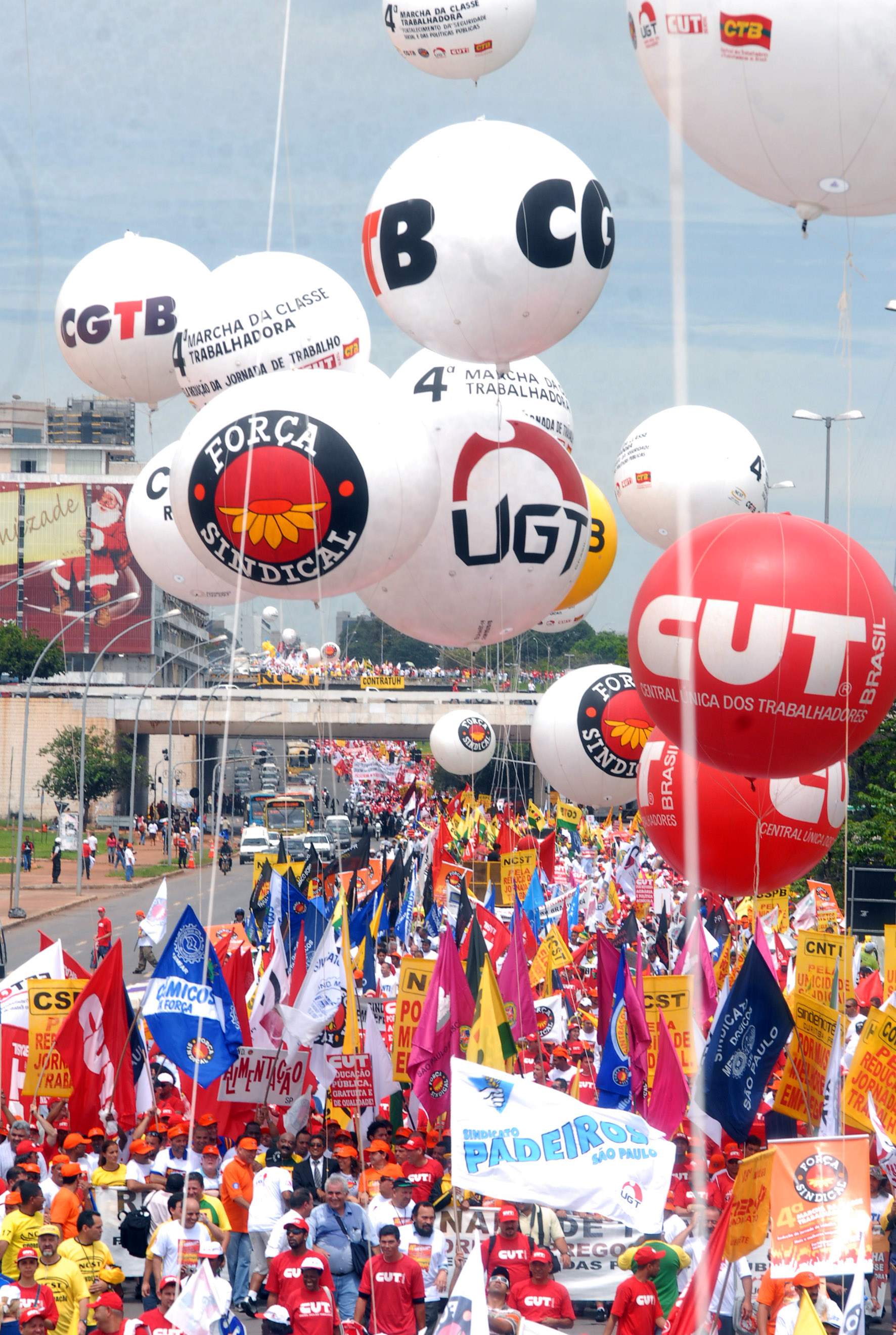
Manifestação sindical, 2007

No dia seguinte, continuando o debate em plenário, o governo cortou o telefone dos parlamentares por várias horas, cercou o prédio do Congresso, isolando a área, e decretou medidas de emergência. Em torno das 20 horas, quando o presidente descia a rampa do Palácio do Planalto, os motoristas de Brasília iniciaram um "buzinaço", enquanto que a população a pé batia latas e panelas, soltava foguetes e agitava bandeiras, ignorando os esforços dos policiais militares de conter a manifestação, mas as delegacias se encheram de carros apreendidos. Logo o buzinaço se estendeu para toda a cidade, e o governo pensou em aplicar o estado de emergência para todo o país, o que não ocorreu. No dia da votação da emenda, dia 25, o buzinaço se repetiu às 8h da manhã, e os manifestantes a pé, gritando slogans e cantando, se comprimiam nos arredores do Congresso, que já não estava mais isolado, embora tropas se espalhassem por todo o local. Quando começou a votação, a atenção de todo o Brasil se voltou para o Congresso, que teve a sessão televisionada ao vivo. Todo esse movimento se viu frustrado quando a emenda foi rejeitada por insuficiência de votos.
Contudo, a movimentação popular, política e sindical continuaram fortes e a transição para a democracia se fazia irreversível, iniciando a se concretizar já no ano de 1985, quando o candidato governista à Presidência, Paulo Maluf, foi derrotado por Tancredo Neves, encabeçando a Aliança Democrática, mesmo ainda vigorando o sistema da eleição indireta. Mais uma vez as ruas ficaram repletas pela população, mas Tancredo não chegou a tomar posse, vitimado por uma doença fulminante, e o cargo passou para José Sarney, seu vice de chapa. Dois meses depois, o Congresso aprovou as eleições diretas e legalizou os partidos comunistas, enquanto que o PT, liderado por Luiz Inácio Lula da Silva, iniciava sua ascensão, agregando a maior parte dos ativistas das esquerdas dissidentes, setores da Igreja Católica, o movimento sindical e estudantil.
Desde então a voz popular encontrou na passeata, no comício e em outros movimentos de rua em Brasília um fórum de expressão privilegiado, ocorrendo intimamente próximos à fonte do poder nacional e exercendo, por isso, uma pressão política significativa. Outros momentos marcantes, além dos citados, em que o povo expressou em multidões seus direitos de reivindicar, protestar ou celebrar foram na conquista do campeonato mundial de futebol em 1970, com mais de cem mil pessoas nas ruas, na visita do papa João Paulo II em 1980, quando rezou uma missa na Esplanada dos Ministérios para oitocentas mil pessoas, no caso do impeachment do presidente Fernando Collor de Mello, acusado de corrupção, quando grandes procissões de carros bloquearam o tráfego e o presidente foi vaiado em público por oito minutos consecutivos, em 9 de novembro de 1992, e na eleição de Lula, o primeiro operário a conquistar a dignidade presidencial, visto pelas massas do povo como uma esperança de dias melhores. A cerimônia de sua posse teve um público de 150 a 250 mil pessoas, conforme a fonte, comemorando o evento em uma grande festa a céu aberto. Várias manchetes dos jornais pelo Brasil fizeram eco: "Povo toma as ruas e solenidade vira celebração" (O Estado de S. Paulo), "Nem chuva empana o calor da festa" (Jornal de Brasília), "A verdadeira festa popular do Brasil" (Tribuna do Brasil), "O povo o abraça, Presidente Lula" (Tribuna da Imprensa), e outras no mesmo tom.

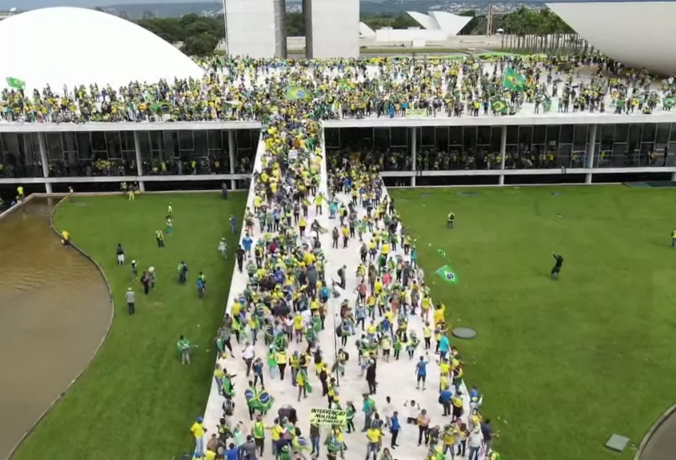
Bolsonaristas radicais invadindo o Palácio do Congresso em 8 de janeiro de 2023

Uma das manifestações coletivas de cunho político mais dramáticas de sua história ocorreu em 8 de janeiro de 2023, quando uma multidão de apoiadores radicais de Jair Bolsonaro, derrotado nas eleições presidenciais de 2022, tomou a Praça dos Três Poderes e, inconformada com a derrota de seu candidato, e gritando palavras de ordem pedindo uma intervenção militar, o fechamento do Congresso, a prisão de Luiz Inácio Lula da Silva (o candidato eleito) e a retomada do poder por Bolsonaro, invadiu o Palácio do Planalto, o Palácio do Supremo Tribunal Federal e o Palácio do Congresso Nacional. O evento vinha sendo preparado desde antes através de convocações feitas em redes sociais e grupos de WhatsApp, vindo muitos ônibus lotados de outras cidades e estados. As forças policiais tardaram em ser mobilizadas e o tumulto levou horas para ser controlado. Os invasores causaram extensa depredação nos edifícios e seu patrimônio. Muitas obras de arte e objetos de valor histórico, como pinturas, esculturas, cadeiras e mesas antigas foram danificadas, destruídas ou roubadas. As prisões começaram no mesmo dia. À medida que os presos em flagrante eram interrogados pela polícia, foram sendo encontrados entre eles rojões, facas, canivetes, estilingues com bolas de gude, bombas, granadas e material para a confecção de coquetéis molotov. Bloqueios de rodovias e manifestações paralelas à invasão foram organizados em diversos estados. Até 11 de janeiro mais de 1.400 pessoas haviam sido presas. Os atos violentos e antidemocráticos foram condenados pela ampla maioria da população e desencadearam ampla resposta nacional e internacional.

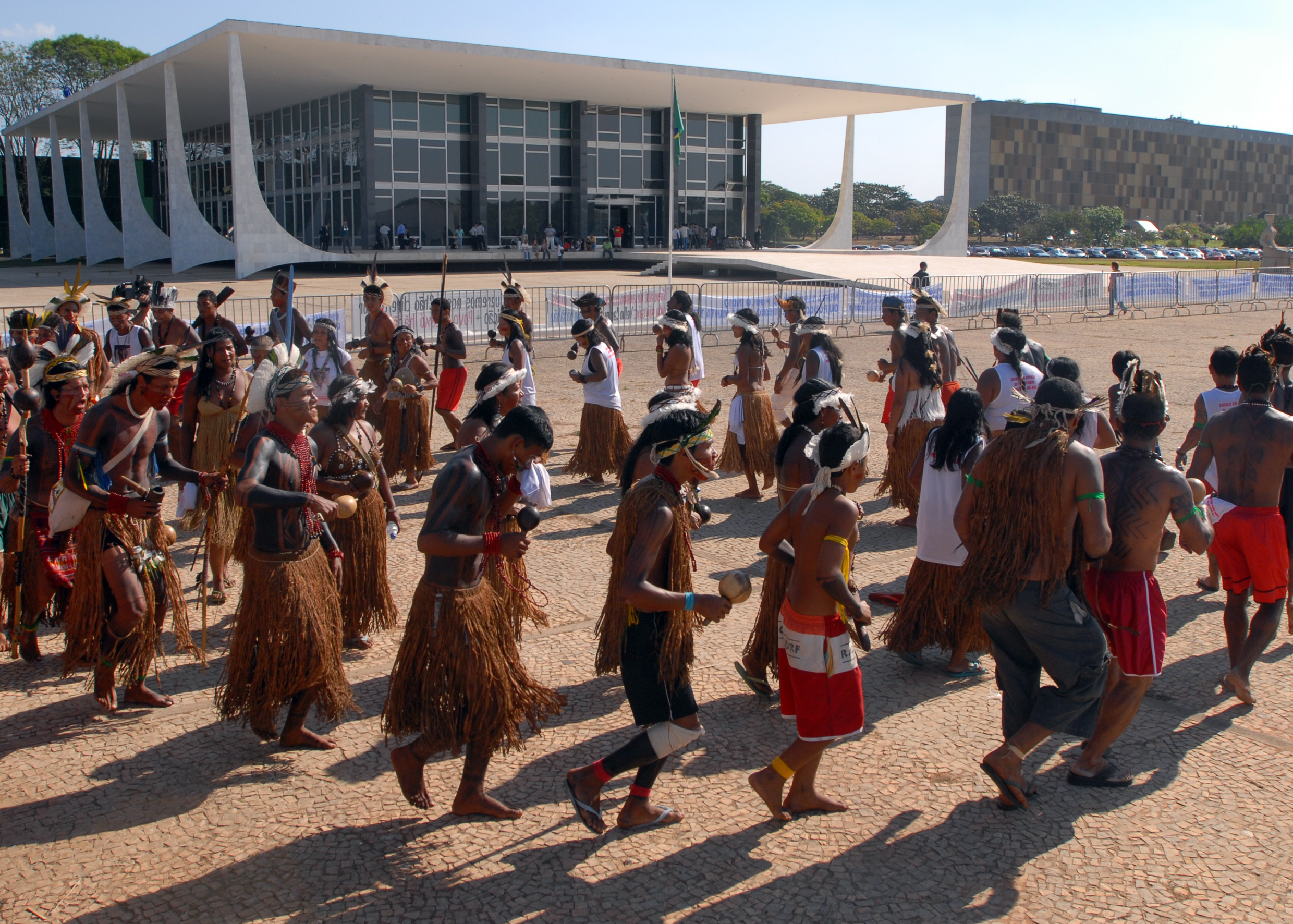
Indígenas baianos fazem uma dança diante do Supremo Tribunal, esperando uma decisão judicial sobre disputa de terras, 2008

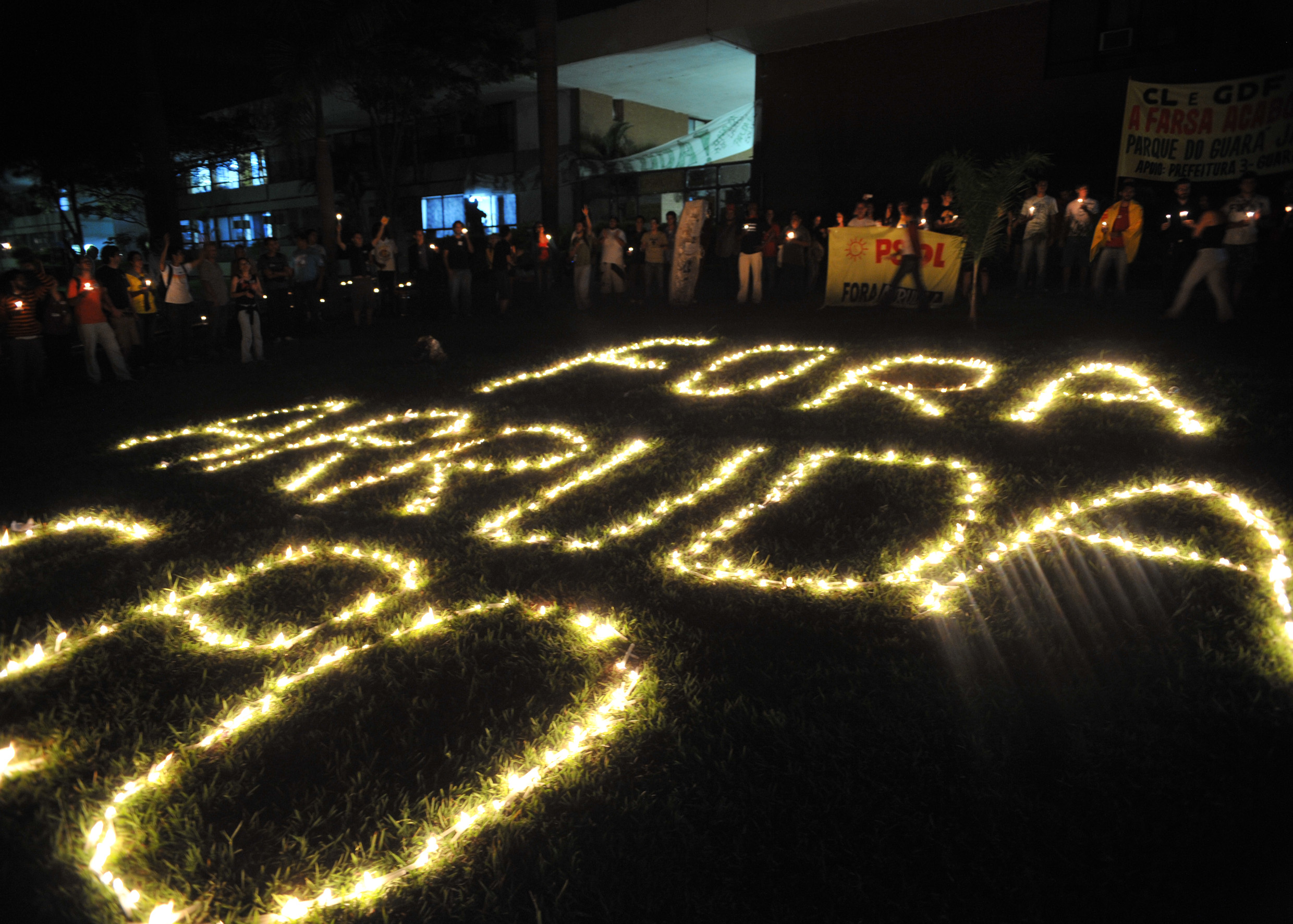
Protesto reivindicando o impeachment do governador José Roberto Arruda, após o escândalo do mensalão no Distrito Federal em 2009

Essa maior participação popular se explica também em função de um outro elemento catalisador, que foi a autonomização do Distrito Federal. Concebido para cumprir funções políticas pré-determinadas e usufruindo um estatuto de área de segurança nacional, o Distrito Federal não possuía originalmente a mesma autonomia administrativa que os estados. Um governo próprio só foi criado dez anos após a inauguração da capital, e a verdadeira autonomia distrital só foi conquistada com a Constituição de 1988. O seu governador foi indicado diretamente pela Presidência da República até 1990, quando foi criada também uma Câmara Legislativa, cujas funções eram desempenhadas por uma comissão especial dentro do Senado Federal, a Comissão do Distrito Federal. Paradoxalmente, desta forma, mesmo sendo desde o início o centro da vida política da nação, ao longo de quase duas décadas internamente foi desprovida de quase toda. A partir dessa autonomização, organizou-se uma nova consciência política, que acompanhou o processo de rápida expansão urbana da região, que desde os anos 70 se acelerou com a contínua chegada de migrantes, desencadeando uma série de reivindicações de cunho político-social ligadas à questão da habitação e da posse da terra, e com a grande transferência de pessoal administrativo do Rio de Janeiro, que dispunha de experiência na dinâmica dos assuntos públicos.
Como o principal cenário das representações simbólicas nacionais Brasília é toda ambiguidades. Concebida oficialmente como imagem da unidade de um povo e de uma cultura, da conversão do Brasil a si mesmo em uma nova ideia de brasilidade, da abertura de uma nova era de progresso e bem-estar social, da integração de um país cindido no espaço e alheio a si mesmo, o agente civilizador por excelência, foi também ao longo de anos a capital do isolamento dos governantes em nome da segurança nacional, afastando-os da concentração das inquietas e inquietantes massas populares no litoral, dentro da geopolítica de um Estado autoritário que privilegiou os interesses da burguesia e os impôs sobre todo o povo como uma necessidade coletiva, enfatizando a urgência da conversão da opinião pública contra os "céticos" e os "pessimistas". Um dos grandes ícones da arquitetura e urbanismo modernos, que projetou o Brasil internacionalmente, que como poucas cidades sintetiza o conceito de "capital" e ilustra o triunfo do racionalismo sobre o empirismo, louvada por inúmeros especialistas e idealizada como um palco privilegiado para a formação de uma forma revolucionária de convívio social homogêneo e igualitário, foi vista também como um campo de abuso e discriminação da força trabalhadora, um símbolo das iniquidades sociais e um reflexo de uma concepção tecnocrática e autoritária de urbanismo, distante da realidade nacional. Tampouco foi capaz de preservar a integridade do seu projeto, em vista das discrepâncias entre o idealismo abstrato da proposta e as dificuldades que ele impôs ao gregarismo natural humano e mesmo à construção da cidadania, pelo que recebeu críticas igualmente numerosas. Para Rocha "a emergência de uma dimensão política regional é indissociável do processo singular de consolidação do espaço urbano da capital", sendo que a fragilidade dessa dimensão e da organização desse espaço se revelou em violência urbana, em exacerbação do individualismo e em práticas pouco éticas do empreendedorismo capitalista brasiliense, efeitos muitas vezes respaldados pelas instituições oficiais, que apesar de divulgarem um discurso em que se apresentam como agentes de promoção da vida e melhoria das condições de convívio, historicamente vêm agindo em detrimento dos reais interesses coletivos, perenizando a segregação socioespacial e se apropriando do espaço público de maneira desenfreada.
Brasília também se tornou um símbolo das distorções da política e da sociedade brasileiras, sendo chamada muitas vezes de uma "ilha da fantasia", onde são frequentes os escândalos políticos, o lobby e a intriga são parte do cotidiano e as denúncias de corrupção se tornaram um lugar-comum desde a sua fundação. Cristina Zackseski afirmou que....
"Brasília é hoje símbolo de outro tipo de criminalidade, que não é a de rua, e sim a dos altos estratos que aqui ocupam posições de destaque nas relações de poder, e que pretendem representar ou pelo menos simbolizam a "diversidade" da cultura política nacional. Visto por este ângulo o simbolismo de um poder político nacional territorialmente localizado leva brasileiros de todas as partes à identificação da cidade-capital com atividades ilícitas, sendo que algumas vezes esta identificação é manifestada na forma de desprezo e distanciamento, mas em outras vezes ela é manifestada, consciente ou inconscientemente, também sob a forma de veneração e desejo, por causa do resguardo que tais ilegalidades desfrutam em razão, por exemplo, da existência de imunidades parlamentares".

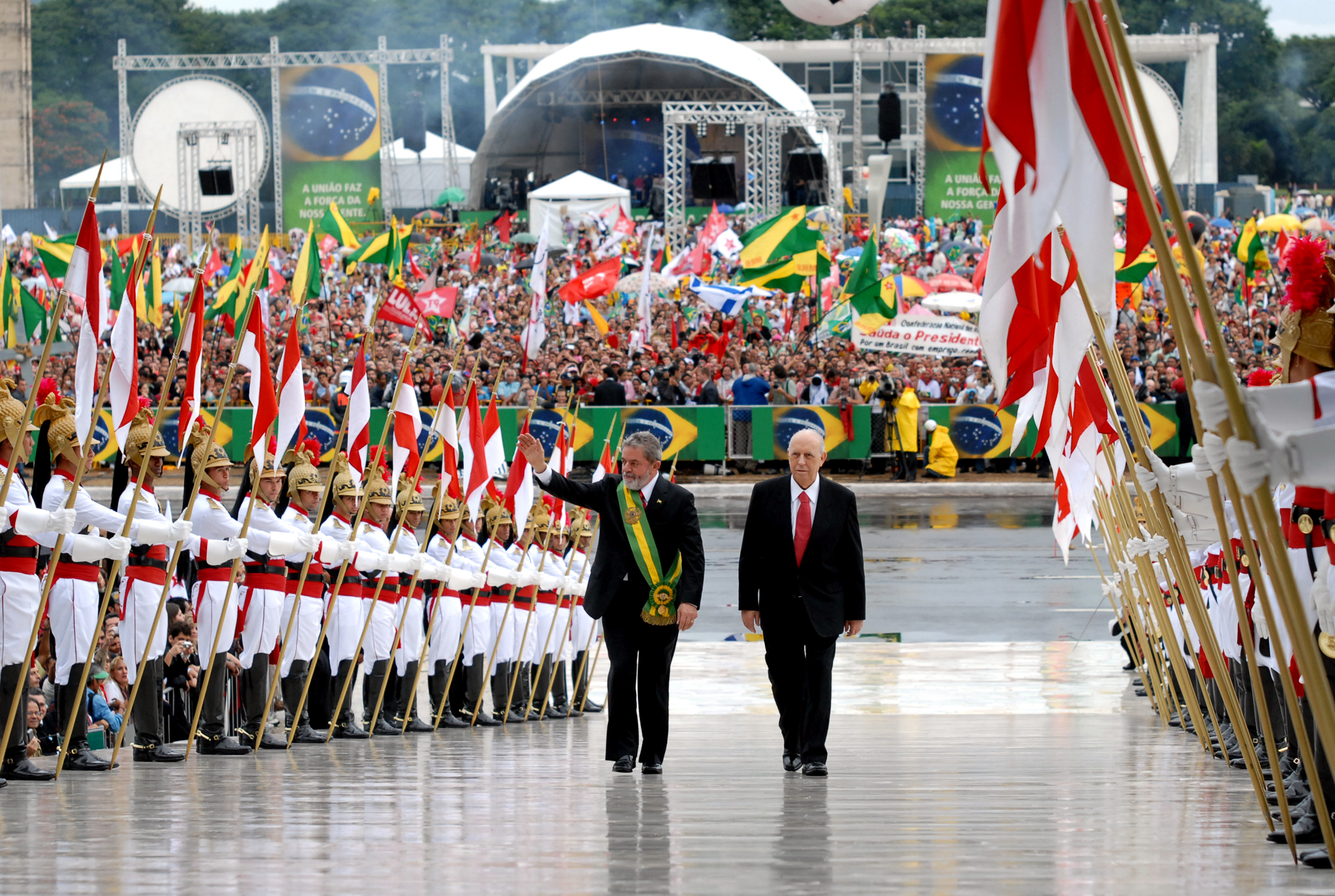
Cerimônia de posse do presidente Luiz Inácio Lula da Silva em 2007.

Por ser um local de trabalho e não de moradia para muitos parlamentares e parte do funcionalismo, ganhou também uma fama, como disse Saïd Farhat, de cidade-fantasma nos fins de semana. Por outro lado, para os seus residentes fixos, sua sedimentação como o centro de poder lhe dá hoje um caráter de estabilidade e segurança, mesmo que sejam corriqueiras referências a uma certa frieza no convívio social, ao "inusitado" que a caracteriza como cidade no contexto brasileiro, e às castas e preconceitos que se formaram em virtude da existência de um grande e altamente hierarquizado corpo administrativo e diplomático. Porém, para Lessa a imagem de Brasília tem sido amesquinhada com a difusão da ideologia neoliberal, onde se pretende reduzir o Estado ao mínimo, depredando o setor público e desqualificando o servidor, perdendo a cidade parte do seu poder evocativo como símbolo do Estado e da nação. Mas ela é também palco de solenes e festivas cerimônias cívicas, que incluem visitas de Chefes de Estado estrangeiros, o que empresta um colorido único ao seu cotidiano de capital nacional.

## Cultura

### Educação e artes
O plano educacional de Brasília foi elaborado ainda no final da década de 1950 por Anísio Teixeira, reproduzindo a experiência bem sucedida do Centro Educacional Carneiro Ribeiro, conhecido como Escola-Parque, implantado em Salvador. O plano visava a adequação do sistema de educação ao estado democrático moderno, levando a educação das camadas populares a um novo patamar e oferecendo à nação "um conjunto de escolas que pudessem constituir exemplo e demonstração para o sistema educacional do país", a partir da ideia de Juscelino de que Brasília seria "um amplo campo de experimentação de técnicas novas". Ainda em 1959 foi inaugurada a primeira escola-classe, na superquadra 308 sul, prevendo-se que, por ocasião da inauguração de Brasília, estariam concluídas as obras de três outras localizadas nas superquadras 108, 206 e 106 sul; a da Escola-Parque, construída entre as superquadras 307 e 308 sul; e a do Centro de Educação Média, situada na chamada Zona das Grandes Áreas. Em 1965, 36 mil alunos estudavam em 130 escolas primárias, ministrando 1.315 professores. O ensino médio era atendido por trinta colégios, estando matriculados 16.881 alunos e empregando 887 professores. A Universidade de Brasília já funcionava, com um corpo discente de 764 indivíduos distribuídos em cursos de Matemática, Física, Química, Biologia, Geociências, Ciências Humanas, Letras e Artes, Administração, Engenharia, Biblioteconomia, Direito, Jornalismo e Medicina, com vários outros previstos para breve.
Se a educação primária e secundária se estruturaram desde sua origem, a educação superior e a produção cultural e artística independentes enfrentaram problemas para se estabilizar. Um dos fatores para isso foi a instalação do regime militar logo após sua inauguração, em 1964. A Universidade de Brasília, então um símbolo da modernização do ensino nacional, foi tomada por tropas em 9 de abril de 1964, o que se repetiu em 1968, e mais tarde continuou sofrendo com o patrulhamento ideológico e com um grande expurgo no seu quadro docente, perdendo cerca de duzentos professores, o que levou ao descrédito da instituição como instância qualificada de geração de conhecimento e cultura. O mesmo tratamento recebeu o movimento estudantil, que na época conquistara grande influência e estava muito bem articulado, representado localmente pela Federação dos Estudantes da Universidade de Brasília (FEUB), desestruturando-o e perseguindo, prendendo e torturando alunos. Segundo Marcelo Ridenti, a quebra de expectativa com o golpe de 1964 foi avassaladora nos meios artísticos e intelectualizados. Muitos tentaram resistir, mas acabaram caindo na clandestinidade ou tiveram obras censuradas pelo novo regime. Prossegue dizendo que
"A ditadura, entretanto, tinha ambiguidades: com a mão direita punia duramente os opositores que julgava mais ameaçadores - até mesmo artistas e intelectuais -, e com a outra atribuía um lugar dentro da ordem não só aos que docilmente se dispunham a colaborar, mas também a intelectuais e artistas de oposição. Concomitante à censura e à repressão política, ficaria evidente na década de 1970 a existência de um projeto modernizador em comunicação e cultura, atuando diretamente por meio do Estado ou incentivando o desenvolvimento capitalista privado. A partir do governo Geisel (1975-1979), com a abertura política, especialmente por intermédio do Ministério da Educação e Cultura, que tinha à frente Ney Braga, o regime buscaria incorporar à ordem artistas de oposição. Nesse período, instituições governamentais de incentivo à cultura ganharam vulto, caso da Embrafilme, do Serviço Nacional de Teatro, da Funarte, do Instituto Nacional do Livro e do Conselho Federal de Cultura. A criação do Ministério das Comunicações, da Embratel e outros investimentos governamentais em telecomunicações buscavam a integração e segurança do território brasileiro, estimulando a criação de grandes redes de televisão nacionais, em especial a Globo, que nasceu, floresceu e se tornou uma potência na área à sombra da ditadura, que ajudava a legitimar em sua programação, especialmente nos telejornais".

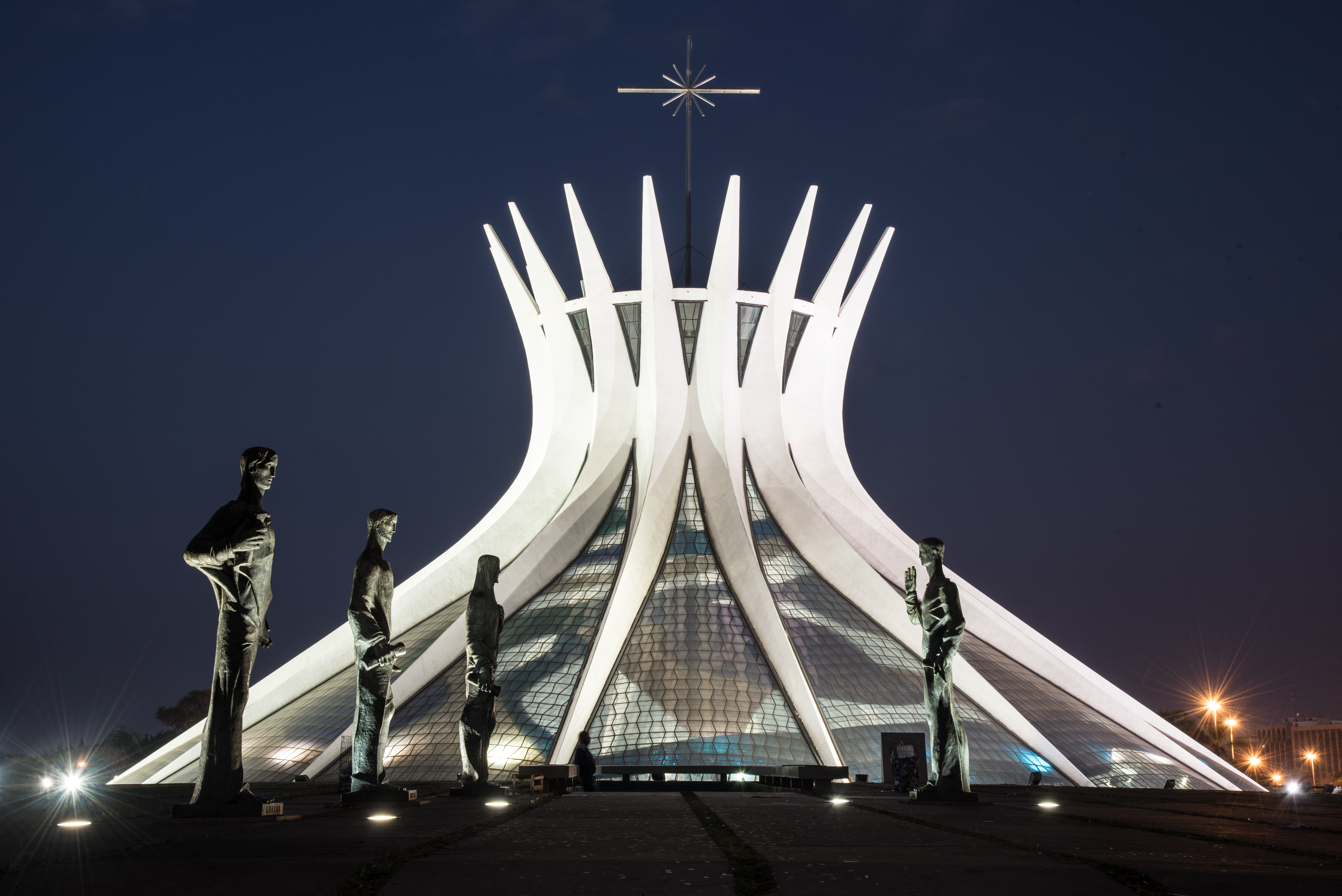
Catedral de Brasília com esculturas dos quatro Apóstolos na entrada, de Alfredo Ceschiatti

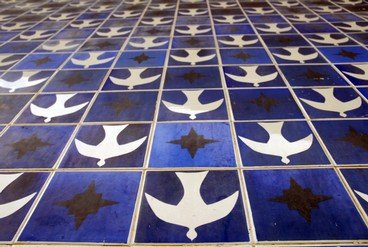
Azulejos de Athos Bulcão na Igreja Nossa Senhora de Fátima

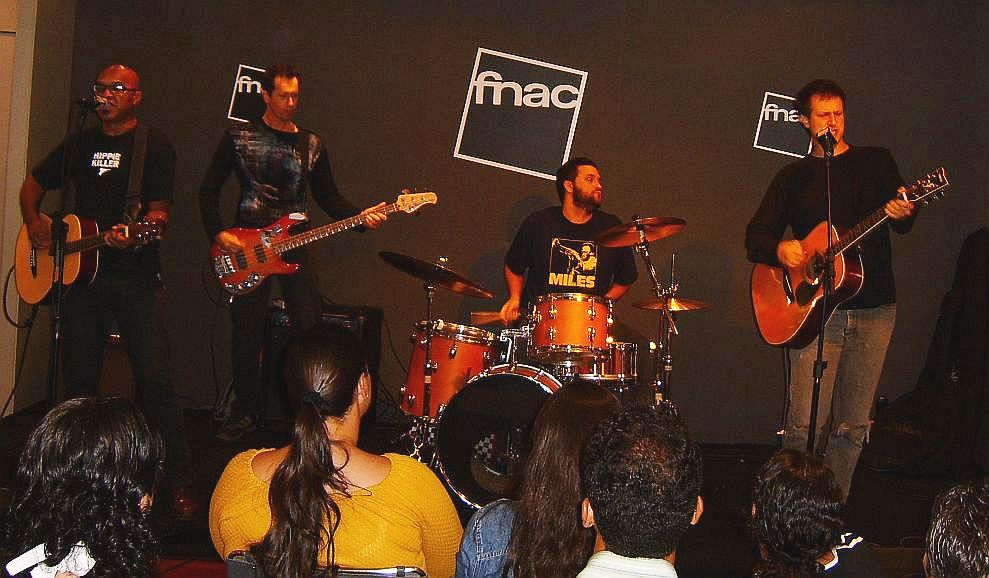
Show da banda Plebe Rude em Brasília, 2006

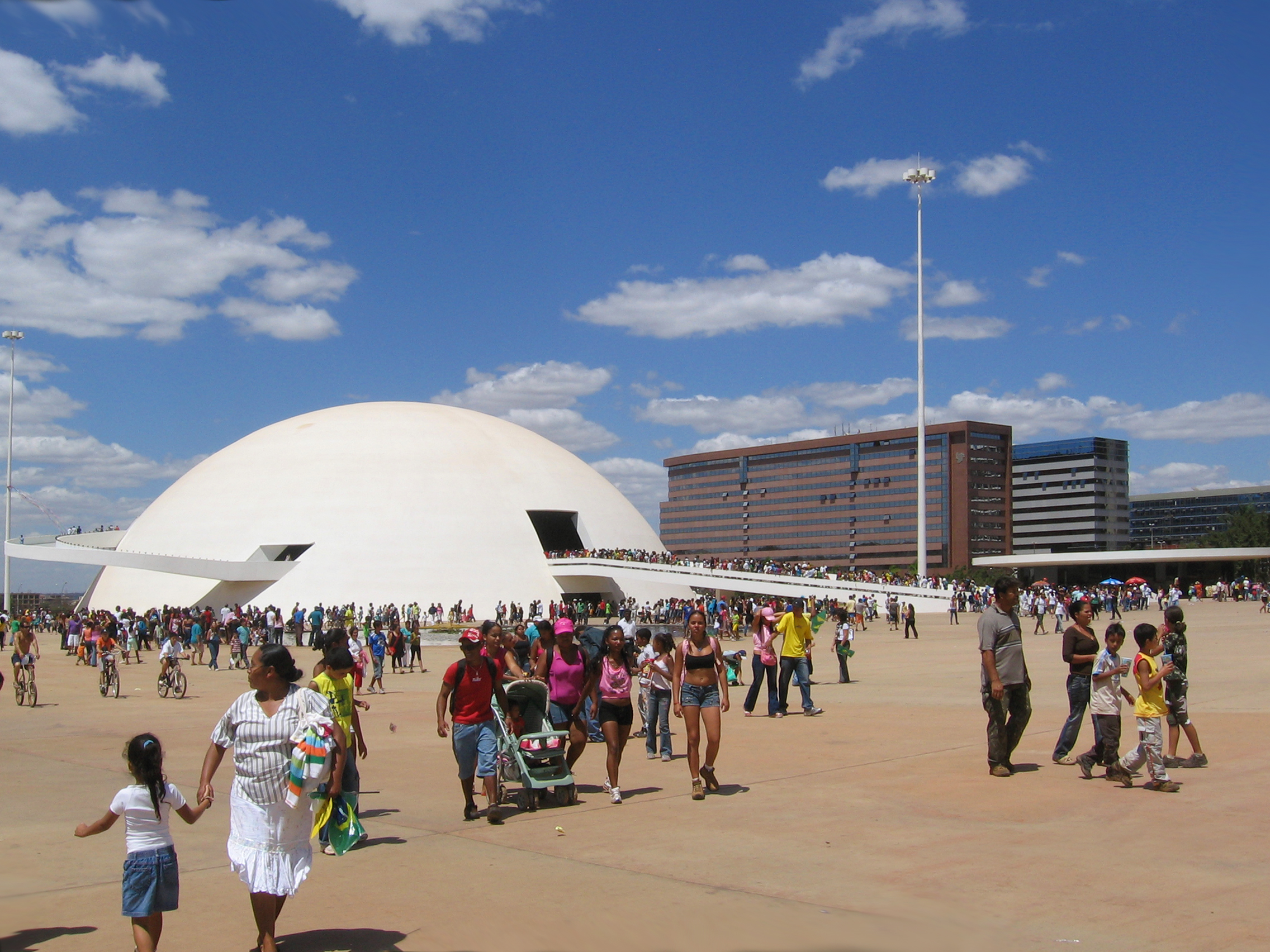
O Museu Nacional Honestino Guimarães, em dia de grande afluência de público, 2007

Entretanto, atualmente Brasília conta com quase trinta instituições de ensino superior, entre institutos, faculdades e universidades, públicas e privadas, incluindo centros de educação à distância, e mesmo em meio aos problemas políticos do período ditatorial houve avanços em vários setores da cultura. Em meados da década de 1960 o Museu de Brasília e a Pinacoteca da Residência Presidencial abriram seus espaços ao público, bem como o Teatro Nacional e uma outra grande casa de espetáculos, além de nove cine-teatros e treze bibliotecas espalhadas pelo Distrito Federal, com um acervo de 232 mil volumes. Na literatura, várias crônicas foram publicadas durante a fase de construção, relatando impressões sobre o momento fundador, e em 1962 já aparecia o primeiro livro editado na capital, uma antologia poética organizada por Joanyr de Oliveira. Em 1963 foi criada a Associação Nacional de Escritores, em 1965 veio à luz a primeira antologia de contos, organizada por Almeida Fischer, no ano seguinte o Correio Braziliense começou a publicar o seu Caderno Cultural com grande ênfase na literatura, e em 1968 foi fundada a Academia Brasiliense de Letras. Nos anos 1970 se destaca a chegada à cidade do movimento da poesia marginal, oriundo do Rio de Janeiro, com seu marco inicial em Brasília na publicação da antologia Águas Emendadas, organizada por Francisco Alvim e Carlos Saldanha, movimento que agregou grande número de escritores e estendeu sua influência para a música, teatro e artes plásticas. Em 1973 foi criado o Clube da Poesia, sucedido pelo Clube de Poesia e Crítica, e em 1979 foi a vez da criação do Sindicato dos Escritores do Distrito Federal. Nos anos 1980 a atividade se consolidou com a publicação de muitos livros e o lançamento de concursos literários, e se iniciaram estudos sobre o folclore local, a partir da constatação de que os candangos havia trazido consigo, das várias partes do Brasil, um rico acervo de lendas e contos preservados através da memória oral. Parte do foco das pesquisas foi analisar como o folclore original dos candangos foi transformado e reelaborado pelas circunstâncias e experiências vividas na capital da República.
Também foi de grande significado a presença de artistas, arte-educadores e intelectuais de fama nacional, oriundos de outras regiões, que escolheram Brasília como domicílio ou lá permaneceram por temporadas, com um efeito multiplicador, entre eles Cláudio Santoro, Ana Mae Barbosa, Glenio Bianchetti, Hugo Rodas, Darcy Ribeiro, Nelson Pereira dos Santos, Ferreira Gullar e vários outros, incluindo Athos Bulcão, Bruno Giorgi, Alfredo Volpi e Alfredo Ceschiatti, que deixaram obras públicas em vários prédios da cidade. Assinale-se ainda a realização em 1959 do encontro da Associação Internacional de Críticos de Arte, e criação do Salão de Arte Moderna de Brasília em 1964, acontecendo durante quatro anos, atraindo nomes importantes e desencadeando polêmicas, com obras censuradas. Na música popular, entre os anos 80 e 90 bandas brasilienses como os Raimundos, Capital Inicial, Plebe Rude e a Legião Urbana fizeram sucesso no Brasil e exterior, algumas delas ainda em atividade.
Apesar da atuação na cidade, desde os primeiros tempos, de um núcleo significativo de produtores culturais e artistas de todos os tipos, a bibliografia que os estuda é muito escassa. João Gabriel Teixeira identificou em 2008 a existência de apenas um magro punhado de obras especificamente sobre as artes e cultura brasilienses, e as poucas informações disponíveis se encontram até agora dispersas em outras publicações. De qualquer forma, a existência de uma contínua atividade cultural de alto nível em Brasília, especialmente em anos recentes, é um fato, e entre os fatores apontados para isso são a presença de um grande corpo de funcionários de embaixadas estrangeiras, que fazem circular informações atualizadas sobre a cultura internacional; o acesso à educação, à informação e à possibilidade de viagens; o caráter multicultural da formação de sua sociedade, e a tolerância que isso propicia, e o fortalecimento das instituições de educação superior, com produção acadêmica consistente.
As instituições oficiais também têm desenvolvido significativa atividade cultural. É de notar a criação em 1961 da Fundação Cultural de Brasília, dirigida por Ferreira Gullar, e ao final do período da ditadura foi importante o trabalho de Wladimir Murtinho à frente da Secretaria de Educação e Cultura do Distrito Federal, consolidando o Festival de Cinema de Brasília e a Escola de Música, reativando o Teatro Nacional, a Sala Martins Pena e criando a Sala Alberto Nepomuceno, espaços que possibilitaram o funcionamento da Orquestra Sinfônica do Teatro Nacional e estimularam a dança e o teatro, cultivados também na Fundação Brasileira de Teatro. Foi criado nesta época o Centro de Criatividade e realizadas várias exposições de arte. A Universidade de Brasília, plenamente recuperada desde as limitações que conheceu no tempo dos militares, também vem desempenhando um papel importante nos últimos vinte anos na produção, debate, crítica e divulgação artística, especialmente no campo das novas mídias. A Secretaria de Cultura mantém hoje vários programas, como os Concertos Didáticos, o Cultura nas Cidades, a Mala do Livro, o Cinema Para Cegos, o Arte Para Todos e vários outros, oferecendo uma programação variada e qualificada, além de financiar o Fundo de Apoio à Cultura, criado em 1991 com o objetivo de prover recursos a pessoas físicas e jurídicas domiciliadas no Distrito Federal para a difusão e incremento das atividades artísticas e culturais. A Secretaria superintende o trabalho de vários órgãos, espaços e instituições ligadas às artes e à cultura. São eles: o Arquivo Público, a Biblioteca Nacional, a Casa do Cantador, o Catetinho, o Centro Cultural Três Poderes, o Centro de Dança, o Cine Brasília, a Concha Acústica, o Complexo Cultural da República, o Espaço Cultural Renato Russo, o Espaço Lúcio Costa, o Memorial dos Povos Indígenas, o Museu da Cidade, o Museu de Arte de Brasília, o Museu Nacional Honestino Guimarães, o Museu Vivo da Memória Candanga, o Panteão da Pátria, o Teatro Nacional, a Diretoria de Cultura Inclusiva, a Diretoria de Patrimônio Histórico e Artístico (DePHA), a Gerência de Bibliotecas, a Orquestra Sinfônica, o Pólo de Cinema e Vídeo e a Rádio Cultura FM. O Centro Cultural Banco do Brasil e o Conjunto Cultural da Caixa Econômica Federal também desenvolvem atividade importante. Em 2008 a cidade foi eleita Capital Americana da Cultura.
Porém, na opinião de um observador estrangeiro, Marshall Eakin, Brasília é quase um vazio cultural, permanecendo mais como uma cidade burocrática e não tendo sido capaz de fazer acompanhar sua ascensão em termos de influência política com uma atividade cultural correspondente, com poucas coisas interessantes em música, teatro ou dança. Reforçou sua impressão dizendo que mesmo o corpo diplomático tem poucas opções nesse campo e que os políticos e a elite que dispõem de recursos preferem passar seus fins de semana em outras cidades. Para ele, os centros da cultura brasileira ainda são o Rio e São Paulo. Essa opinião encontra reforço no que afirmou Karla Osório, administradora do Espaço ECCO, referindo a existência na cidade de um mercado de arte limitado e instável. Nos anos 80 houve uma expansão no setor, com a atividade de várias galerias de arte comerciais qualificadas, como a Espaço Capital, a Performance Galeria de Arte e a Galeria Oscar Seraphico, mas no fim da década o mercado se reduzira enormemente e vários espaços fecharam. Grace de Freitas, da Universidade de Brasília, disse que naquele tempo havia um grande interesse do público pela arte e um ativo diálogo com os artistas, e lamentou o declínio desse processo, que tinha um caráter educativo para a população e era de valor para a educação artística universitária. Foi aplaudida a existência atual de vários espaços oficiais de arte e cultura, que sobreviveram à crise ou que surgiram em meio a ela, mas sua dinâmica institucional é diferente do âmbito privado, e não parecem guardar uma relação direta com a dinamização do mercado de arte. Em 2001 a cidade foi excluída do Projeto Rumos Visuais do Itaú Cultural, que faz um mapeamento da produção artística recente brasileira, e a Itaú Galeria fechou as portas. Duas outras grandes instituições privadas encerraram suas atividades em anos recentes, a Arte Futura e Companhia e o Espaço Cultural Contemporâneo (ECCO), que mantinha três galerias de grande porte.
Quanto ao imaginário criado por Brasília, Teixeira diz que
"... a construção e a permanência do centro brasileiro de decisões políticas em sítio tão longínquo se prestam a todos os tipos de afirmação: seu estilo de vida tedioso; a ausência de praia; sua sociabilidade desnaturada; o excesso de tempo livre desfrutado por um número de habitantes do Plano Piloto; sua dinâmica espacial discriminatória; sua arquitetura padronizada e solene; a desumanização do seu espaço público, criada pelas distâncias físicas estabelecidas entre seus habitantes das cidades-satélites e aqueles do Plano Piloto; o fato de ter sido centro de poderes políticos autoritários; sua referência como sendo uma ilha da fantasia e assim por diante. Por outro lado, a positividade desse imaginário pode ser encontrada no orgulho de seus pioneiros, expoentes em seus campos específicos; na satisfação que é frequentemente demonstrada por seus habitantes mais antigos em relação às suas obras, as quais estão quase todas concluídas; no seu reconhecimento pela Unesco como parte do patrimônio cultural da humanidade; a beleza de seus jardins, árvores e áreas verdes, que parecem tornar quase todos cidadãos cordiais e arejados; e, por último, mas com igual importância, na afetividade demonstrada pela cidade por aqueles que nasceram em Brasília, na qual alguns desfrutam de um grau de conforto e qualidade de vida a serem invejados pelos residentes de outros centros metropolitanos do Brasil... Por outro lado, houve reações contrárias ao processo de territorialização e criação de identidade cultural, primeiro por não acreditarem que a grande maioria dos artistas locais de fato nunca pensa que está produzindo arte brasiliense. Ou por acreditarem que a arte, por ser arte, não deve ser regionalizada, o que criaria uma espécie de camisa-de-força para o artista que procura com maior frequência conceber sua obra como algo a ser projetado nacionalmente e/ou internacionalmente."

### Esporte, turismo e religião

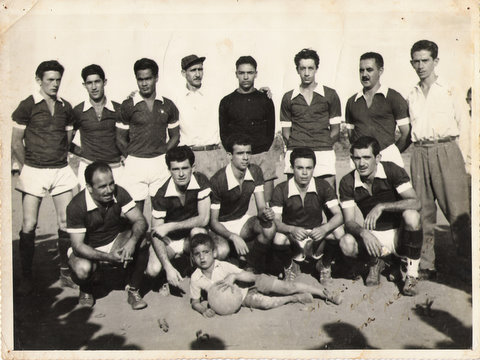
Planaltina Futebol Clube, 1956

Os esportes também fazem parte da história brasiliense, tendo sido criado em 1966 o Departamento de Educação Física, Esportes e Recreação, e hoje eles têm uma presença diversificada na vida local, embora segundo Ribeiro & Silva as políticas oficiais deixem a desejar no que diz respeito ao apoio a esta área, um problema que no entender de Cantarino Filho também afeta desde algum tempo a Educação Física ministrada nas escolas, quando no período da ditadura havia grande interesse oficial na prática desportiva escolar. O vôlei, que segundo o IBOPE em 2007 se havia tornado o segundo esporte mais popular no Brasil, não acompanhou na capital esse desenvolvimento, apesar de existir desde o início dos anos 70 uma federação local e a cidade já ter produzido campeões mundiais e medalhistas olímpicos como Leila Barros, Ricarda Negrão e Paula Pequeno, entre outros, que tiveram de sair dali em busca de melhores condições. O golfe foi prestigiado por Lúcio Costa com o planejamento de uma área especial, o que veio a dar origem ao Clube de Golfe nos anos 60. O futebol, porém, foi praticado de forma amadora desde antes da fundação. O primeiro campeonato de equipes aconteceu em 1959, vencendo o Grêmio Brasiliense. Seu mais antigo estádio de grande porte é o Estádio Mané Garrincha, inaugurado em 1974. A profissionalização se deu em 1976, com a fundação do Brasília Futebol Clube, que se tornou o maior campeão do Distrito Federal até 1999. Em anos recentes o Gama tem conquistado a maioria dos títulos. Os esportes aquáticos também se desenvolveram, facilitados pela existência do grande Lago Paranoá, destacando-se o jet ski, que se tornou atualmente uma das modalidades mais identificadas com Brasília.
Ao longo das décadas precedentes o principal centro de atenção do turismo foi a arquitetura modernista de Brasília, mas o ecoturismo e o turismo rural em anos recentes vem sendo consideradas áreas promissoras, com um crescimento acelerado, visando captar parte dos novecentos mil turistas que atualmente visitam a capital a cada ano e dirigi-los para as regiões de preservação ambiental, hotéis-fazenda e sítios paisagísticos e arqueológicos que ainda se preservam no interior do Distrito Federal e na zona do Entorno. Um fomento mais ativo desse turismo pode contribuir para formar uma nova consciência ecológica, promover a sustentabilidade de regiões naturais ameaçadas, impedir crimes ambientais e incrementar a economia de comunidades rurais carentes, que têm sido problemas sérios, mas o setor ainda precisa de melhor estruturação física e logística, uma regulamentação legal mais exata e maior apoio oficial. Outras áreas de grandes possibilidades, que vêm sendo exploradas há pouco tempo, são o turismo histórico, religioso e folclórico, considerando a existência de uma comunidade histórica em Sobradinho, antigas fazendas em Gama, uma comunidade mística no Vale do Amanhecer, e a realização de uma concorrida encenação folclórica da Via Crucis em Planaltina, durante a Semana Santa. No Entorno, Pirenópolis é conhecida por suas ricas tradições sacras e pelas cavalgadas folclóricas.
A aura mística de Brasília, parte de um folclore urbano que se cristalizou desde o sonho de Dom Bosco no século XIX, é considerada uma importante característica da cultura local, exercendo alguma influência também na inspiração artística. Agências que oferecem oportunidades para visitantes usufruírem de excursões em turismo místico estão proliferando. A própria Universidade de Brasília tem recentemente oferecido cursos de formação nessa área através do seu Centro de Treinamento em Turismo. Cildo Meireles, Ney Matogrosso e outros personagens da cena artística falam de Brasília como um local possuidor de uma atmosfera especialmente sugestiva, seja por sua paisagem urbana e natural, seja pelas suas "energias". Siqueira apontou a realização da 1ª Feira Mística de Brasília, em 1997, como uma manifestação do sincretismo e do pluralismo religiosos no Brasil, indicando a construção e a vivência de um novo estilo de vida que implica uma melhor qualidade de vida. A existência do Vale do Amanhecer, fundado em 1969 pela médium Tia Neiva na cidade de Planaltina depois de um início de atividades no Núcleo Bandeirante, torna o misticismo um componente importante na religiosidade popular na região. Esse elemento coincide com a progressiva redução - especialmente depois dos anos 90 - na influência do Catolicismo, predominante no momento da fundação, com a penetração de credos evangélicos, protestantes e espíritas. Em 2000 os católicos compunham 66,6% da população, os evangélicos 18,5%, outras religiões 6,2% e os restantes declarados sem religião. O ecumênico Templo da Boa Vontade, de José de Paiva Netto, construído em 1989, no início do século XXI já era visitado anualmente por um milhão de pessoas.

### Memória e patrimônio histórico
A preocupação com a preservação do patrimônio histórico brasiliense surgiu desde a origem da cidade. Em 1960 foi sancionada a Lei Santiago Dantas, proibindo a alteração do Plano Piloto sem a aprovação do Senado, em 1967 surgiu o Código de Obras, e em 1977 o Plano de Estruturação Territorial do Distrito Federal, pretendendo preservar o caráter político-administrativo e cultural de Brasília. Na década de 1970 um grupo de técnicos da hoje extinta Fundação Nacional Pró-Memória, junto com professores da Universidade de Brasília, iniciou uma discussão mais aprofundada de temas da memória e patrimônio que consideraram pouco estudados. O debate levou à formação do Grupo de Trabalho para a Preservação do Patrimônio Histórico, Cultural e Natural de Brasília (GT-Brasília), cuja meta era definir parâmetros de preservação do patrimônio do Distrito Federal, no entendimento de que Brasília não se resumia ao Plano Piloto e abrangia na verdade todo o Distrito Federal. Os objetos da preservação, como os artefatos dos candangos, as evidências da evolução da ocupação do espaço, os remanescentes dos acampamentos, etc, não eram reconhecidos como dignos de preservação, e o grupo teve de formular critérios sem o apoio de referências anteriores. Logo surgiu a ideia de utilizar o tombamento como o instrumento preferencial de preservação, mas a ideia foi abandonada em prol de um estabelecimento de regras de planejamento urbano, o que foi considerado uma atitude inovadora, desejando agregar ao esforço oficial a própria população. Nas pesquisas de campo se fizeram surpreendentes descobertas, que apontam uma história de ocupação humana bem mais antiga para a região de Brasília, como a identificação de antigas sedes de fazendas, de arquitetura vernácula, datadas de meados do século XIX, que graças à atividade do grupo foram restauradas e hoje são pontos turísticos.

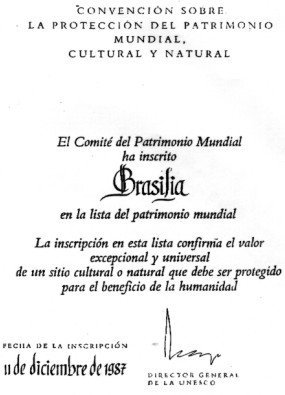
Diploma da UNESCO declarando Brasília Patrimônio da Humanidade, preservado no Espaço Lúcio Costa

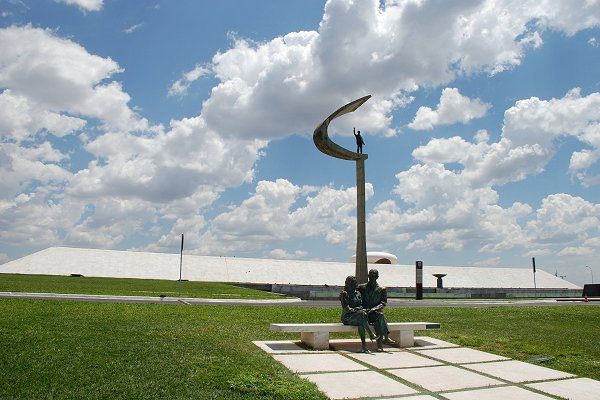
Memorial JK, um dos bens tombados

Em 1975 foi criada a Divisão de Patrimônio Histórico e Artístico, subordinada ao Departamento de Cultura da Secretaria de Educação e Cultura, a fim de preservar e administrar o patrimônio histórico da cidade. Em 1983 o GT-Brasília iniciou a análise do Plano Piloto com uma pesquisa de opinião sobre qual seria a percepção popular do Plano Piloto e quais de suas características mereceriam preservação. As respostas indicaram uma aceitação de mudanças quando elas se destinam a corrigir problemas, mas resistência a aceitar redução em áreas livres de uso público. Também foi registrada a reivindicação de maior participação da população nas decisões oficiais, mas no que tange ao patrimônio a atuação efetiva da sociedade se revelou escassa, desorganizada e apenas circunstancial. A própria substância dos depoimentos apontava para uma desinformação sobre toda a questão patrimonial, mas foram dadas declarações apreciando Brasília como um símbolo positivo para a nação e mesmo sua arquitetura única como um exemplo de brasilidade. Em 7 de dezembro de 1987 o Plano Piloto foi declarado Patrimônio Mundial pela UNESCO, em decisão unânime do comitê de avaliação, sendo inscrito na listagem oficial em 11 de dezembro, por ser um marco da arquitetura e urbanismo modernos, o único bem contemporâneo de sua categoria que recebeu tal distinção, com a maior área tombada do mundo, 112,25 km². Foi protegido também por tombamento local em 1987, e em 1990 pelo Instituto do Patrimônio Histórico e Artístico Nacional (IPHAN). Atualmente Brasília possui mais de vinte bens tombados individualmente, além do conjunto do Plano Piloto.
A antiga Divisão de Patrimônio Histórico e Artístico hoje tem a denominação de Diretoria de Patrimônio Histórico e Artístico do Distrito Federal (DePHA), e coordena vários órgãos, programas e instituições subordinadas, ligadas à gestão patrimonial, incluindo o Arquivo Público do Distrito Federal, que vem desempenhando um papel importante na preservação e divulgação da memória documental de Brasília, com um grande acervo de documentos textuais, filmes, fotografias e mapas. De especial interesse no acervo são os depoimentos gravados de pessoas que participaram da construção de Brasília, onde não raro se mesclam visões hegemônicas sobre o processo político do período, enaltecendo a figura de Juscelino, e outras que mostram Brasília como o elo entre um passado de privações, sofridas principalmente no nordeste, e um presente dignificado pela conquista do território.
A condição de Brasília como uma cidade muito recente torna toda a questão de patrimônio e memória complicada de trabalhar. A população em geral não consegue ver a cidade como um objeto digno de preservação da mesma forma como cidades mais antigas como Ouro Preto, por exemplo, o são. O próprio Niemeyer condenou o tombamento, chamando-o de "uma besteira" e dizendo que cidades não podem ser tombadas, pois são entes dinâmicos. Pela falta de parâmetros consagrados consensualmente, para os técnicos o estudo do Plano Piloto é um grande desafio conceitual, e a aplicação prática de medidas conservadoras é, por isso, difícil, situação piorada com o quase desmantelamento do IPHAN nos anos 1990, no governo de Fernando Henrique Cardoso, e pela rasa e efêmera impressão que o tombamento da cidade suscitou na opinião pública local. As pesquisas do GT-Brasília produziram um vasto e detalhado corpo de informação e documentação histórica, visual, arqueológica, antropológica e sociológica sobre a capital, mas seus resultados não foram suficientemente debatidos e muito menos divulgados, e tudo se torna ainda mais complexo quando se constata a visão díspar sobre os conceitos patrimoniais mantidos pelo IPHAN e o GT-Brasília, o que interfere no estabelecimento de uma parceria mais poderosa e eficaz entre as instâncias conservadoras local e nacional. A legislação recente também não tem colaborado para a preservação do Plano Piloto, permitindo a ocupação de espaços planejados para permanecerem livres, a transformação de áreas residenciais em comerciais e as rurais em urbanas, alterando índices construtivos e afrontando recomendações da UNESCO, do IPHAN e do próprio conselho técnico de patrimônio histórico da cidade. Em 2004 existiam setenta mil imóveis construídos em áreas que não lhes haviam sido destinadas originalmente, e já haviam sido aprovadas 247 leis que feriam os princípios do tombamento da cidade, reconfigurando o espaço com a perda de atributos morfológicos responsáveis por seu reconhecimento como Patrimônio da Humanidade. Segundo o cartógrafo Adalberto Lassanse, já existe um movimento que pretende a devolução da administração de Brasília à União e a desvinculação das cidades-satélites, que passariam a ser municípios autônomos sob a jurisdição de Goiás, o que em seu entender coibiria muitos dos abusos que sofre a capital.